# Storia di Fosdinovo
La storia di Fosdinovo, in provincia di Massa e Carrara affonda nella preistoria, per svilupparsi con continuità fino ai giorni nostri. Durante il Medioevo il paese fu capitale del Marchesato di Fosdinovo.

## Preistoria
Le tracce più antiche dell'uomo, nel territorio di Fosdinovo, non risalgono molto indietro nella preistoria, sebbene alcune grotte o ripari, soprattutto nella zona tra Marciaso e Tendola, possano essere state occupate, come è documentato per aree limitrofe come la tecchia di Equi, con tracce dell'Homo neanderthalensis (Paleolitico medio) o nelle vicine grotte della Gabellaccia (Comune di Carrara) per il Neolitico (fino al III millennio a.C.). Fenomeno particolarmente significativo nella preistoria lunigianese sono le Statue stele, sculture antropomorfe, solitamente in arenaria, create (o rilavorate) in un lungo periodo di tempo, dal III millennio al VI secolo a.C. Il gruppo di stele ritrovate in Lunigiana può essere considerato il più omogeneo e significativo di tutta Europa. Solo una statua stele dell'età del ferro (gruppo C, chiamata “Fosdinovo 1”) proviene propriamente dal territorio fosdinovese, precisamente dalla campagna, in Via Boccognano. Tuttavia le nove statue stele di Pontevecchio (località sita nel comune di Fivizzano) (tra le più antiche) furono trovate immediatamente fuori dal confine comunale (a sole poche centinaia di metri), nella valle del Bardine, a poca distanza da Marciaso.
Attorno alla metà del IV secolo a.C i Liguri Apuani oltrepassarono il Magra e si stabilirono nelle zone collinari della Lunigiana, della Garfagnana e della Versilia, quindi anche nell'area dove ora si estende il comune di Fosdinovo. I ritrovamenti fosdinovesi relativi a quella tarda età del ferro (IV-III secolo a.C.) sono di assoluta importanza e sono rappresentati dalla tomba di Ponzolo (tra Bibola e Ponzanello) e soprattutto dalla necropoli ligure di Monte Grosso (o Naverbona) di Pulica. Nel 2000 un ritrovamento fortuito ha permesso di individuare una tomba a cassetta litica di quello che è stato chiamato fin dall'inizio “Guerriero di Pulica”, grazie al ricco corredo militare datato alla metà del III secolo a.C.

## Età romana
Con la fondazione di Luni (177 a.C.) e la definitiva affermazione dell'occupazione romana, il territorio di Fosdinovo presentava un utilizzo agricolo con piccole fattorie prospicienti la piana costiera, come testimoniano i ritrovamenti archeologici nell'area del torrente Calcandola fin sotto Carignano, in quella di Paghezzana ed in quella della valle dell'Isolone fino a Caprognano. Per quanto riguarda l'area collinare e montana nessun dato ci permette di proporre interpretazioni solide, sebbene alcuni toponimi (come Fabiano, Ponzanello, Pulica, Marciaso) sembrerebbero suggerire un qualche tipo di insediamento o quantomeno sfruttamento delle risorse in età romana anche per aree più elevate.
Nulla sappiamo del destino di Fosdinovo durante l'epoca della crisi dell'Impero romano, del periodo goto e dell'epoca di Giustiniano.

## Medioevo

### Il Medioevo pre-Malaspiniano

#### Prime menzioni
Se si eccettua la menzione di Pulica nel 700 circa e poi nel IX secolo circa, le prime attestazioni nella documentazione scritta dei centri del territorio comunale sono tutte da ricondurre all'XI e al XII secolo: Fosdinovo, Marciaso e Ponzanello sono citati quasi contemporaneamente ai loro castelli e testimoniano il fenomeno dell'incastellamento che andava avanzando in tutta la Lunigiana storica. A Fosdinovo si sviluppò in quest'epoca (XII secolo circa) un consorzio composto da alcuni signori locali, chiamati Dòmini (ovvero Signori) de Faucenova, ai quali si affiancarono i Bianchi d'Erberia e il Vescovo lunense (tra cui il celebre e fosdinovese Buttafava (1224-26), che ottenne la cattedra vescovile sotto il Papa Onorio III). I Vescovi di Luni ebbero rapporti di fedeltà anche con i Signori di Marciaso (la famiglia Capitanei, che mutò poi nome in Cattanei) e furono gli unici Signori di Ponzanello (e li rimarranno anche dopo l'ascesa, a Fosdinovo, dei Malaspina). Per Fosdinovo il primo nobile citato è Gaforio, che nel 1124 fu sostenitore del vescovo di Luni in una lite giudiziaria, mentre il castello e l'abitato sono già menzionati quarant'anni prima, nel 1084. La nascita di Faucenova, antico nome di Fosdinovo, è certamente legata al controllo di un nuovo valico, un nuovo passo, una nuova "foce", tra la zona costiera e le valli interne della Lunigiana. Chi sia stato il promotore di questa operazione e quali siano state le motivazioni rimane ignoto e dibattuto: mentre alcuni sottolineano il ruolo vescovile di queste fondazioni, pur in accordo con la nobiltà locale, altri propongono un'azione indipendente dei Signori poi conosciuti come Domini de' Faucenova, anche in concorrenza con la presenza vescovile.

#### Duecento e Trecento
È indubbio che fino all'inoltrato XIII secolo i Vescovi di Luni abbiano giocato un ruolo fondamentale in tutta l'area del fosdinovese, così come in tutta la Bassa Lunigiana. Si andò però a frantumare l'idea di imporsi nella zona come vescovi-conti per l'opposizione subita da parte di una variegata nobiltà locale, in particolar modo dalla famiglia Malaspina, che, fin dal XII secolo, si era erta come principale antagonista in tutta la Val di Magra. Nel corso del XIV secolo si assisterà proprio alla definitiva transizione di Fosdinovo dal dominio instabile e debole dei Vescovi lunensi a quello saldo e assoluto dei Malaspina.
Il 13 maggio del 1202 si celebrò il concordato di Terrarossa, con il cui atto si decisero le vertenze fra il Vescovo di Luni e i Marchesi Malaspina da una parte e i nobili di Vezzano  dall'altra. In tale occasione dovettero prestare il consenso anche i consoli, i nobili e il popolo di Fosdinovo. Nel Duecento, sono soprattutto i nobili di Erberia e quelli di casa Buttafava, entrambi feudatari dei Malaspina, a signoreggiare a Fosdinovo. E proprio nel 1202 i loro subfeudatari edificarono il primo nucleo del Castello Malaspina in quella che allora veniva chiamata località Montale, come sede dei nobili di Fosdinovo, come testimonia anche ser Conforto nello stesso anno.

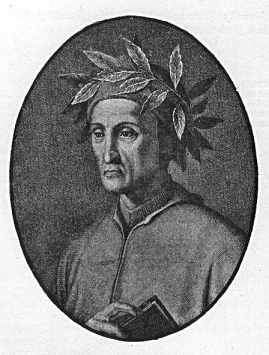
Dante Alighieri

Nel 1306, Dante è ospite probabile dei Signori De La Musca, al tempo Domini di Fosdinovo, nel corso dell'intensa attività diplomatica profusa per le occorrenze della Pace di Castelnuovo, siglata dall'illustre Poeta il 6 ottobre del 1306 in nome dei Marchesi Malaspina con il Vescovo-Conte di Luni, Antonio Nuvolone da Camilla.

#### Transizione tra i Domini di Fosdinovo e i Malaspina
Seppure il territorio di Fosdinovo facesse parte delle pertinenze dei casato Malaspina già in antico, solo intorno alla prima metà del secolo XIV vi si stabilì pienamente la signoria di uno dei rami della famiglia. La storia politica e amministrativa di Fosdinovo precedente a quell'epoca, invece, come si è visto, rimane nebulosa, densa di incertezze. Eugenio Branchi, nella sua Storia della Lunigiana feudale, ipotizza che il suo territorio fosse stato ceduto in feudo dai Malaspina, con riserva dell'alto dominio, ai vassalli Cattanei o Vicedomini che furono poi appellati nobili di Fosdinovo. La loro presenza in Fosdinovo è attestata fin dagli inizi del Duecento: l’atto redatto in data 12 maggio 1203 con cui i marchesi Alberto, Guglielmo e Corrado Malaspina concessero a Gualtiero II, vescovo di Luni, la facoltà di vendere o dare a livello la metà delle terre che avevano acquistato dalla casa d’Este fa esplicita menzione all’obbligo di “far giurare la osservanza di tale promessa fra gli altri loro vassalli, ai militi o nobili ed ai consoli di Fosdinovo”. Si ricordano tra i cosiddetti “nobili di Fosdinovo” i Bianchi di Erberia, il cui nome deriva dal castello di Rubiera, anticamente denominato Erberia, Herberi o Erbaria, che era situato nel territorio di Reggio e faceva parte dei possessi assegnati dall’imperatore Federico Barbarossa a Opizzone I Malaspina nel 1164. Questa consorteria detenne il castello di Fosdinovo per molto tempo; non fu però l’unica ad averne avuto il dominio: in diversi atti del Codice Pelavicino, tra i cosiddetti “nobili” di Fosdinovo, si ricordano infatti anche i discendenti di Guferio e i Buttafava. Il possesso del territorio fosdinovese da parte dei nobili di Erberia cessò nel 1340, quando Faytino e Bernochino del fu Bernochio vendettero la Signoria di Fosdinovo, insieme con le ville di Tendola e Zucano (antico nome di Giucano), a Spinetta dei Malaspina di Verrucola, per saldare un debito di cinquecento fiorini d’oro contratto con lo stesso Spinetta.

### La Fosdinovo dei Malaspina: dall'egemonia al Marchesato

#### Spinetta Malaspina il Grande: l'alba di una nuova era

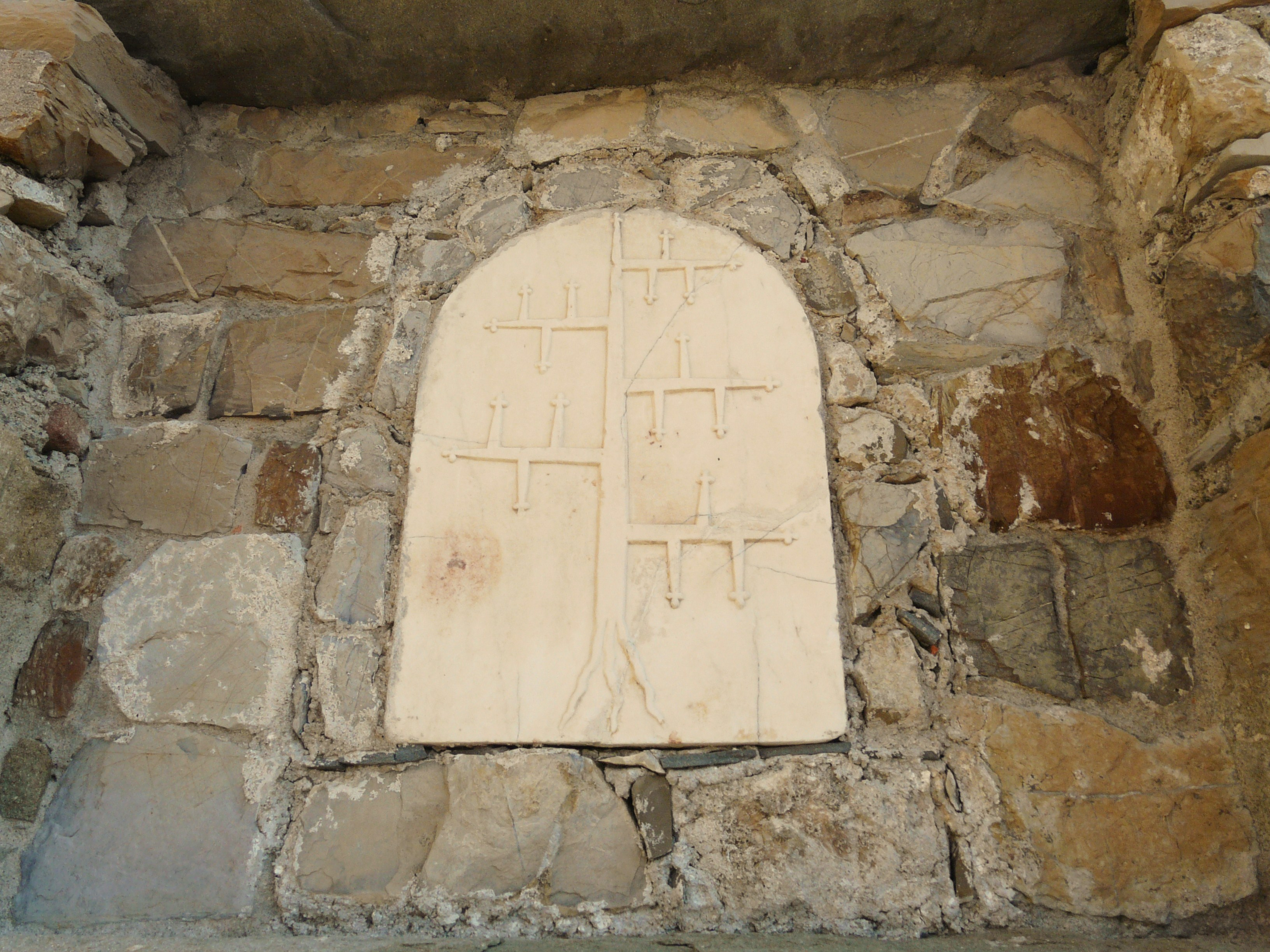
Simbolo dei Malaspina dello Spino Fiorito (Castello Malaspina)

Il passaggio dai Domini ai Malaspina è graduale e fino al 1340 il condottiero Spinetta Malaspina il Grande (Verrucola, 1282 - Fosdinovo, marzo 1352) non sarà effettivamente Signore di Fosdinovo, anche se già nel 1308 aveva poteri giurisdizionali. Egli era amico di Cangrande I della Scala, che lo aiutò militarmente nella feroce lotta che ebbe con il condottiero lucchese Castruccio Castracani dal 1317 al 1328, anno della morte del secondo. Proprio Castruccio, a partire dal 1317, aveva occupato vari feudi della Lunigiana, tra cui Fosdinovo (centri come Giucano, Tendola e Gragnola si erano sottomessi spontaneamente) e nel 1320 Spinetta li riconquistò con l'aiuto del nobile veronese, ampliandosi anche sulla Lunigiana orientale, la Garfagnana e impadronendosi persino di Sarzana (dal 1334 al 1343, quando passò sotto il dominio pisano). Nel 1340 Spinetta acquistò tutti i diritti dei nobili fosdinovesi per il prezzo di 500 fiorini d'oro e diventò Signore incontrastato del feudo di Fosdinovo, come certificano le pergamene conservate nell'archivio di Caniparola. Qui trasferì la sua sede principale e provvedette ad ampliare il castello di Fosdinovo (di cui il primo organismo è fatto risalire all'XI sec.) cedutogli dai vecchi Nobili di Fosdinovo, portandolo alle forme odierne. Nel 1343 conquistò Tendola, paese che da allora è sempre sottostato a Fosdinovo (ancor oggi fa parte del Comune di Fosdinovo).
Si andò dunque a delineare il Feudo di Fosdinovo, che confinava ad ovest con le pertinenze comitali del vescovo di Luni-Sarzana e con il feudo di Albiano, ad est con il Feudo di Verrucola e Fivizzano (detenuto sempre da Spinetta), presentando come limite naturale a nord il tracciato dei torrenti Bardine e Aulella e aprendosi a sud sulla piana apuo-versiliese (già feudo degli Obertenghi in età medievale, poi ceduta al vescovo di Luni, quindi alternativamente dominata da Pisa e Lucca). Questa sua posizione offriva una via di comunicazione, alternativa alla direttrice principale della Via Francigena, tra la zona litoranea apuana, la Lunigiana interna ed il crinale appenninico.
Non avendo legittimi eredi (insieme alla moglie Beatrice Visconti, ebbe tre figlie: Giovanna Novella, Ghidda ed Elisabetta), Spinetta indicò come suoi successori Gabriele, Guglielmo e Galeotto Malaspina, figli del fratello Azzolino II, con il titolo di Signori di Fosdinovo, Marciaso, Comano e le Terre dei Bianchi (che comprendevano Viano, il cui castello aveva rappresentato il cuore del potere politico dei Bianchi di Erberia e il cui centro rimarrà a lungo sotto l'egemonia fosdinovese). Si spense nel marzo del 1352, nella dimora castrense fatta ampliare da lui stesso a Fosdinovo.

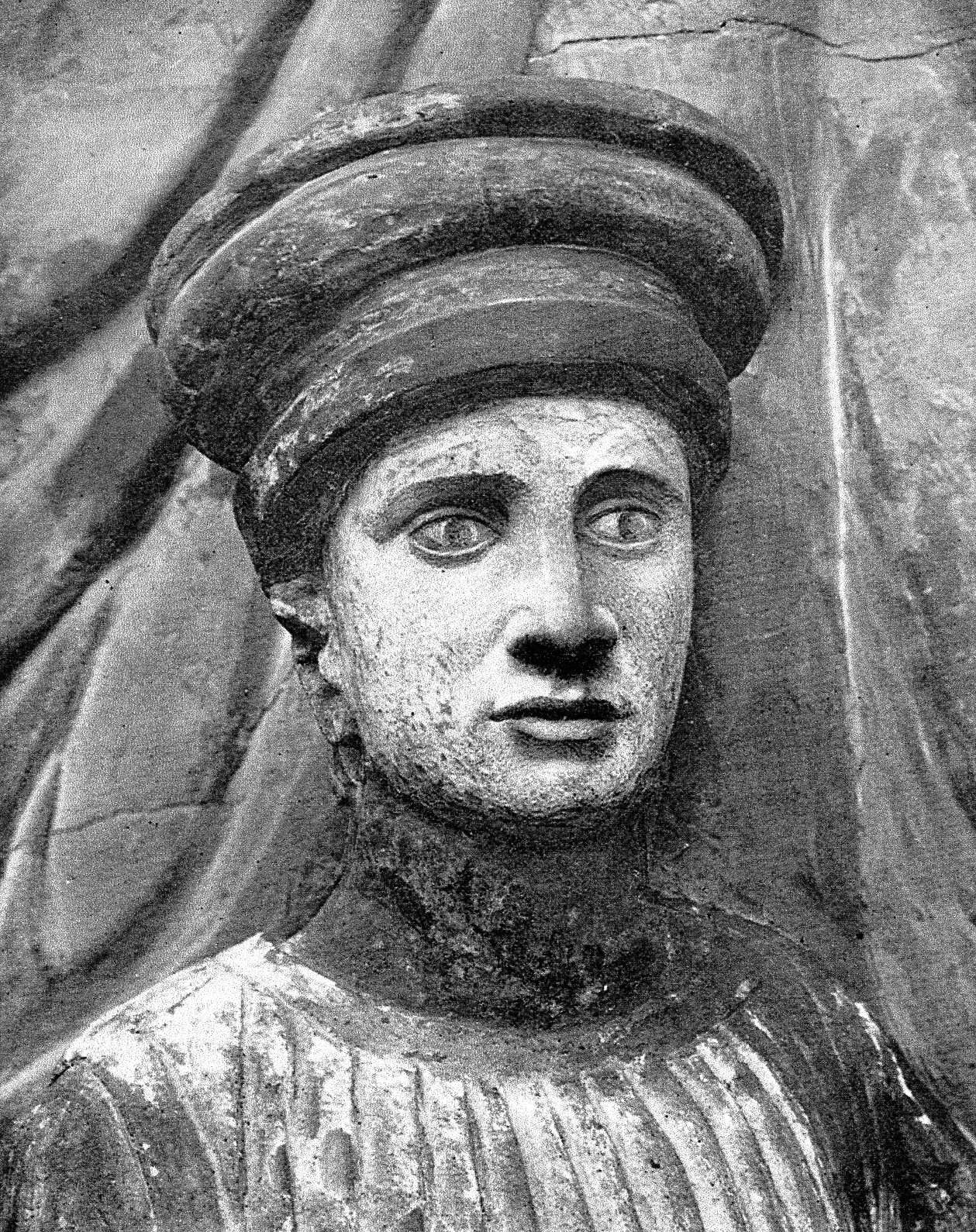
Spinetta Malaspina, ritratto

#### Galeotto Malaspina: primo Marchese di Fosdinovo

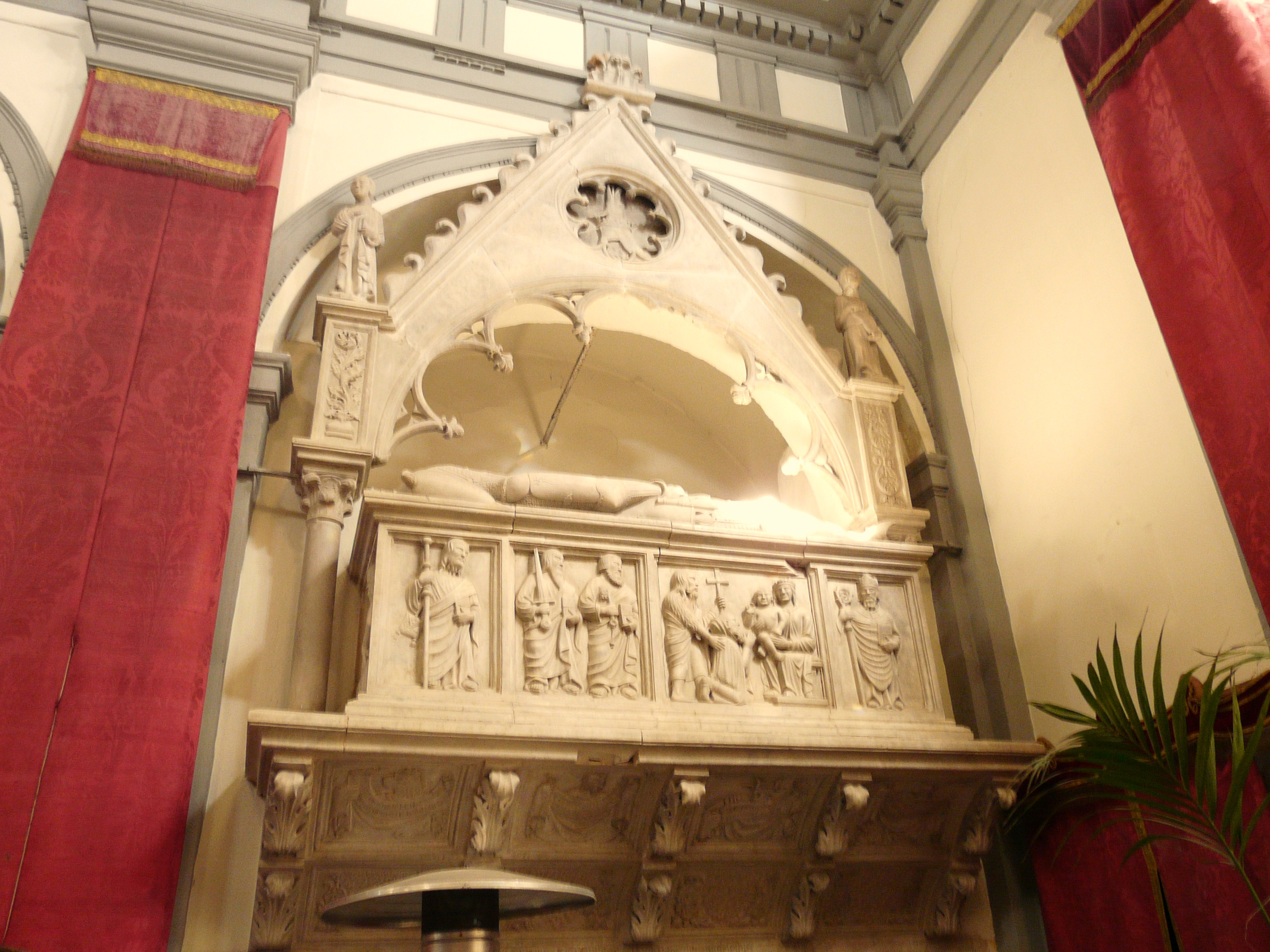
Monumento Funebre a Galeotto Malaspina

Il governo tenuto pro indiviso sulle terre di Fosdinovo durò fino alla morte di Gabriele Malaspina (1359), che dei fratelli era la personalità più in vista e che rivestí la carica di Vescovo di Luni tra il 1351 e il 1359. Morto lui, la signoria venne divisa. A Guglielmo andarono Gragnola, Isolano, Monzone, Vinca, Ajola, Equi, Capriano, Prato-Alebbio, Lorenzano, Massa e Montignoso, Castelnuovo, Vallecchia, San Terenzo, Gorasco e i diritti sulla Corte di Monte de' Bianchi in Felettina, oggi Migliarina. A Galeotto invece andarono Fosdinovo, Tendola, Zuccano (oggi Giucano), Marciaso, Cecina, Cortila, Bardona, Colla, Tenerano e Viano. Dal 1361 Galeotto (giudice illustre di Verona, legato agli Scaligeri) rimase così unico Signore di Fosdinovo, Cavaliere, e, in virtù dell'investitura concessa dall'Imperatore Carlo IV di Lussemburgo nel 1355 (mentre era in viaggio verso Roma), primo Marchese di Fosdinovo. Ciò sancì il trasferimento della sede dell'ufficio del vicario imperiale da San Miniato al Tedesco (conquistata nel corso del XIV secolo da Firenze) a Fosdinovo, con i Malaspina che ne assunsero la carica ereditaria fino alla fine dell'Ancien Régime. Galeotto morì pochi anni dopo (15 marzo 1367) e celebre è il Monumento funebre costruito in suo onore, conservato nel Duomo del paese. I suoi tre figli furono allevati dalla madre Argentina Grimaldi, nobildonna genovese già vedova del marchese Morello Malaspina di Giovagallo.

#### Gli eredi di Galeotto
In nome dei suoi figli, Argentina Grimaldi promosse una causa davanti all'Imperatore Carlo IV nei confronti dei parenti che, approfittando della morte di Galeotto, avevano spogliato la sua famiglia di terre e castelli. L'imperatore, in data 18 aprile 1369, diede seguito all'appello di Argentina nominando tre dottori e un avvocato della Curia romana perché risolvessero la controversia. Ritornati in possesso dei territori aviti, i figli Gabriele, Spinetta e Leonardo rimasero sotto la tutela di Argentina fino a quando non raggiunsero un'età che permise loro di governare. Di questi si distinsero in particolare Spinetta e Leonardo, che furono nominati cavalieri in occasione della successione di Antonio e Bartolomeo II della Scala alla signoria di Verona nel 1375. I due fratelli si stabilirono in Verona fino al 1381, anno in cui Antonio della Scala fece uccidere il fratello Bartolomeo, addebitando poi l’omicidio a diversi cortigiani tra cui, appunto, i due Malaspina. Spinetta, messo al bando da Verona insieme al fratello, divenne capitano di ventura combattendo sotto diversi eserciti, tra cui quello del duca Gian Galeazzo Visconti.

#### Divisione del Marchesato del 1393: Marchesato di Fosdinovo e Marchesato di Castel dell'Aquila
Dal 1367, almeno formalmente, aveva detenuto il titolo di Marchese di Fosdinovo il primogenito Gabriele I Malaspina, il cui Marchesato è enigmaticamente avvolto nella nebbia. Alla sua morte, avvenuta senza legittimi eredi nel 1390, Spinetta II Malaspina fece ritorno a Fosdinovo per occuparsi dei suoi interessi e per definire con il fratello Leonardo la suddivisione del feudo, che peraltro era tornato ad includere i domini precedentemente assegnati allo zio Guglielmo, poiché la sua progenie risultava estinta già nel 1374. L'intesa si raggiunse nel 1393, anno in cui i rimanenti figli di Galeotto si spartirono il territorio conquistato dal prozio. A Spinetta, già Duca di Gravina in Puglia per essersi distinto al servizio degli Angiò (ottenendo così da Carlo IIIl’investitura, per sé e i suoi eredi, di tale titolo) dal 25 marzo 1385 ed omonimo di Spinetta il Grande, andò il Feudo di Fosdinovo (comprensivo di Fosdinovo, Marciaso, Tendola, Posterla, Colla, villa di Bardine inferiore, San Terenzo, Giucano (allora chiamato Zuccano), Pompilio, Cecina, Castelnuovo, Vallecchia, Gorasco e altri villaggi minori) e dunque anche il titolo di Marchese di Fosdinovo, mentre a Leonardo I Malaspina (1393-1403) andò il Feudo di Castel dell'Aquila (Gragnola), che comprendeva Viano, Casola, Gassano, Tenerano, Isolano, Monzone, Vinca, Equi, Ajola, Monte de’ Bianchi, Ugliano, Montefiore, Argigliano, Codiponte di Cassano, Cortila, Prato-Alebbio, Sercognano, Colognole, i possessi detenuti in Migliarina (distretto di Genova, diocesi Lunense), nonché i beni posti nel territorio di Massa e Montignoso. Da Spinetta trae dunque definitivamente origine il casato di Fosdinovo, mentre da Leonardo prende avvio il casato del marchesi di Castel dell’Aquila. La scissione tra le due casate si ricomporrà una prima volta già nella seconda metà del XV secolo, ma solo per poco tempo. Solo nel 1644, Gragnola tornerà a lungo sotto la giurisdizione di Fosdinovo, per restarvi fino agli anni ottanta del XX secolo.

### Il Quattrocento

#### La reggenza di Margherita Barbiano
Nel 1398 Spinetta morì e, data la giovane età dei suoi due figli, resse il Marchesato Margherita Barbiano dei Conti di Cunio, nobildonna sposata in seconde nozze dal marchese. Nel 1405 morì il primogenito Gabriele, così divenne Marchese di Fosdinovo il secondogenito Antonio Alberico I Malaspina. Nel frattempo, anche il figlio di Leonardo I Malaspina, Leonardo II Malaspina, successe al padre nel Feudo di Castel dell'Aquila.
In qualità di reggente, Margherita curò gli interessi del figlio conservando inizialmente la sottomissione al potente duca di Milano Gian Galeazzo Visconti e, alla morte di questi, avvenuta nel 1402, assoggettandosi alla Repubblica fiorentina. L’atto di accomandigia a Firenze, sottoscritto il 26 maggio 1410, riguardò non solo i possedimenti di Antonio Alberico, curati per sua vece dalla madre, ma anche quelli del feudo di Castel dell’Aquila, detenuti da Leonardo II Malaspina, cugino di Antonio Alberico. All’opera di Margherita si attribuisce anche l’istituzione a Fosdinovo, intorno all’anno 1400, di uno Spedale per poveri le cui carte andarono perdute a causa dell'incendio che nel 1501 distrusse parzialmente l’archivio parrocchiale e la prima versione dell'Oratorio dei Bianchi.
Nel 1412 la linea del Marchese Franceschino Malaspina di Olivola detto il Soldato, dopo quattro generazioni, si estinse improvvisamente, con l'assassinio dei fratelli Manfredi, Bernabò e Giovanni, tutti uccisi durante lo stesso giorno. Il castello di Olivola e tutti i possedimenti che appartenevano ai Marchesi Malaspina di Olivola andarono così in mano dei Marchesi Malaspina di Fosdinovo e dei Marchesi Malaspina di Castel dell'Aquila (Gragnola), che da allora videro espandere il proprio dominio anche sui centri di Agnino, Bigliolo, Groppo S. Piero, Pulica e Pallerone, oltre che su Olivola stessa. In questa prima fase, i suddetti territori andarono in realtà ai soli Marchesi di Castel dell'Aquila, ma nel 1467 si congiungeranno al Marchesato di Fosdinovo quando l'estinzione del ramo Malaspina dell'Aquila (1466) provocherà una spartizione del relativo Marchesato.

#### Antonio Alberico I Malaspina e la riannessione di Castel dell'Aquila
Il primo atto politico autonomo di Antonio Alberico ha data 7 settembre 1414; si tratta della stipula di una lega contratta con diversi condinasti Malaspina di Lunigiana per difendersi da nemici comuni. Tre anni dopo, il 29 settembre 1417, Antonio Alberico rinnovò l’accomandigia con Firenze, prolungando quella stipulata dalla madre nel 1410, i cui capitoli furono approvati il 20 luglio 1418.
Nell'agosto del 1418 Antonio Alberico fu nominato comandante della truppa messa insieme dalla Repubblica fiorentina per punire i marchesi Malaspina di Castel dell'Aquila, autori della strage compiuta nei confronti dei marchesi Malaspina della Verrucola al fine di impossessarsi di quella signoria. Come ricompensa per il ruolo svolto nell'azione, ottenne da Firenze di potersi unire in nozze con Giovanna Malaspina di Fivizzano, figlia del marchese Bartolomeo di Verrucola e unica superstite di quell'eccidio.
Poco tempo prima, infatti, il Marchese di Castel dell'Aquila Leonardo II Malaspina aveva ucciso il Marchese della Verrucola e il Marchese di Fivizzano, impossessandosi dei rispettivi marchesati. Ciò aveva provocato lo sdegno della Repubblica Fiorentina (cui i Marchesi di Fivizzano erano raccomandati), che aveva deciso di mandare uomini e mezzi per togliere questi territori al Marchese usurpatore. Come conseguenza dell'eccidio, si erano inoltre ribellati a Leonardo II gli antichi vassalli dell'Aquila, di Gragnola, di Gassano, di Vezzanello e di Viano, che pertanto decisero di sottomettersi spontaneamente al Marchese di Fosdinovo Antonio Alberico I Malaspina. Leonardo II non avrà discendenti maschi, quindi con la sua morte (avvenuta nel 1466, ormai spodestato da qualsiasi potere e possedimento) si estinse il ramo Malaspina dell'Aquila, con il completo ritorno del feudo sotto il Marchesato di Fosdinovo.

#### L'alleanza con la Repubblica Fiorentina e la sottomissione di Massa
Tutti questi avvenimenti e fatti fortificarono l'alleanza tra Fosdinovo e Firenze, volta soprattutto ad ostacolare l'espansione milanese nell'area lunigianese e testimoniata dagli atti di conferma dell’accomandigia nel 1428 e nel 1433. Nel 1429, intanto, Antonio Alberico I fu anche onorato con decreto pubblico della qualità di cittadino fiorentino, da estendersi a tutta la sua successione.
L'amicizia tra Antonio e Firenze ebbe anche ripercussioni sul piano militare, tanto che il marchese di Fosdinovo si scontrò con Lucca negli anni in cui questa fu in guerra con Firenze (e cioè, dal 1430 al 1442) e occupò i territori di Carrara, Avenza, Moneta e Massa, fino ad allora dipendenti da Lucca.
Già nel 1432 perse le città e le terre appena conquistate in favore di Niccolò Piccinino, capitano di ventura al soldo di Filippo Maria Visconti, duca di Milano, ma, solo un anno dopo, a seguito del Trattato di Ferrara, stipulato il 26 aprile 1433, il duca di Milano riconobbe Antonio Alberico quale vassallo imperiale e gli restituì le terre occupate da Piccinino. A seguito del tentativo di impadronirsi della rocca di Massa compiuto da una fazione di cittadini, il popolo del borgo e della vicaria di Massa offrì la signoria ad Antonio Alberico; l’atto di sottomissione, con un accordo favorevole ai cittadini di Massa e con i relativi capitoli, fu redatto dal notaio Antonio da Moncigoli in data 8 dicembre 1441. Pertanto, con questa nuova annessione, Antonio Alberico I Malaspina si poté fregiare, per primo, del titolo di Signore di Massa ed il feudo imperiale di Fosdinovo diventò a tutti gli effetti un piccolo Stato indipendente e così rimase fino al 1797, quando la geopolitica verrà stravolta dalla discesa in Italia di Napoleone Bonaparte.

#### Giacomo Malaspina, Gabriele Malaspina e una nuova suddivisione del Marchesato
Alberico morì il 9 aprile del 1445, lasciando ai suoi successori un feudo notevolmente accresciuto in quanto a estensione e potenza, che il 24 settembre 1451 si amplierà ancora grazie all'acquisto da Giacomo Ambrogio Malaspina di Aulla della rocca e del centro di Bibola. Intanto, dal 1447 (con la morte di Filippo Maria Visconti, l'ultimo duca visconteo a reggere il Ducato di Milano, che esercitava anche l'ufficio di vicario di Carrara) i Malaspina di Fosdinovo e i Fregoso di Sarzana si disputarono a vicenda il vicariato di Carrara, che venne infine assegnato al cugino del doge di Genova, Spinetta Fregoso (15 giugno 1448).
Nel 1445 il Marchesato di Fosdinovo e la Signoria di Massa passarono in mano al primogenito Giacomo (Jacopo) I Malaspina, figlio di Antonio Alberico I Malaspina ed unico erede maggiorenne tra i figli legittimi di Antonio Alberico. Infatti, il secondogenito Lazzaro aveva ancora un'età compresa tra i 18 e i 25 anni, mentre i restanti fratelli, Gabriele, Spinetta e Francesco, erano ancora fanciulli, con un'età minore di 14 anni. In questa prima fase, il fratello Gabriele Malaspina, andò nelle terre di Verona. Sappiamo che nel 1462 presenziò all'ambasciata veronese inviata a Venezia per congratularsi con il nuovo doge Cristoforo Moro.
Ad inizio 1467 si inasprirono i rapporti tra i due fratelli, quando Gabriele cominciò a desiderare di partecipare in modo attivo al controllo dei possedimenti lunigianesi. Inoltre, se Giacomo era politicamente vicino agli Sforza di Milano, Gabriele si era invece avvicinato alla Repubblica Fiorentina e appoggiava Lodovico Fregoso nella lotta contro il duca di Milano Galeazzo Maria Sforza. Gabriele dimostrò in questa fase una forte politica filo-fiorentina e, dopo aver ottenuto Ortonovo, lo cedette a Firenze. Non solo: convinse persino Lodovico Fregoso a vendere Sarzana e il resto della Signoria lunigianese a Firenze per la somma di 35.000 fiorini, accendendo l'ira nella famiglia degli Sforza nei confronti di Gabriele, ben protetto però da Firenze.
Sul finire dell'anno 1467, si arrivò a una nuova suddivisione dei possedimenti che erano appartenuti ad Antonio Alberico I Malaspina. Tramite un lodo pronunciato da alcuni fosdinovesi il 17 novembre del 1467, cui fece seguito lo strumento rogato per mano del notaio Giovanni di Giovannandrea, giudice di Fosdinovo, e tramite due atti compiuti dai fratelli maggiori di Gabriele, Giacomo e Lazzaro Malaspina, il giorno dopo, il terzogenito Gabriele Malaspina venne proclamato Marchese di Fosdinovo col nome di Gabriele II Malaspina. Il nuovo Marchese avrebbe regnato fino al 1508, anno della sua morte. Oltre al feudo di Fosdinovo, Gabriele avrebbe dominato anche su Olivola e il suo castello, Bigliolo, Pallerone e annessi, Vallecchia e Robbiano (avendo permutato con Spinetta questi territori con quelli del veronese) e per finire sulla terra di Bibola, ceduta dai Malaspina di Aulla poco dopo la morte di Alberico. Oltre a tutto ciò, ottenne anche la tenuta di famiglia di Ciglioli, nei pressi di San Miniato, e la casa di Pisa.
Giacomo (Jacopo) I Malaspina fu il primo tra i Marchesi Malaspina di Fosdinovo a cedere il titolo, decidendo di riservarsi per se stesso Massa ed il suo distretto, mentre il quartogenito Spinetta si impossesò dei territori posseduti a Verona (avendo permutato con Gabriele II questi territori con il feudo di Olivola) ed ottenuti grazie al buon rapporto che i Malaspina avevano sempre avuto con gli Scaligeri, dando origine ai Malaspina di Verona.
Gragnola e Casola, infine, vennero confermate a Leonardo III Malaspina, nipote di Antonio Alberico e Marchese di Gragnola fin dal 1451, dopo che era morto il padre Lazzaro I, secondogenito di Alberico, a sua volta nominato Marchese di Gragnola nel 1445 alla morte del padre.
Vi era anche un quinto figlio, il sacerdote Francesco Malaspina (morto nel 1466), che lasciò la sua parte di eredità a Gabriele II.
Giacomo (Jacopo) riuscirà ad assoggettare nel 1473 anche la transitoria Contea di Carrara (Carrara acquisì questo titolo nel breve periodo che fu soggetta a Genova), che tornò ad essere una Signoria, oltre a Moneta ed Avenza. La sua discendenza darà origine alla casata dei Malaspina di Massa, che dal 1553 si trasformerà in quella dei Cybo-Malaspina e che regnerà su Massa e Carrara fino al 1790.
In questa fase i possedimenti dei Malaspina di Fosdinovo occuparono così, in tutto, circa metà dell'attuale provincia di Massa e Carrara (precisamente, la metà meridionale) e terre presso Verona.

#### Gabriele II Malaspina e il rapporto con la Repubblica Fiorentina
Proprio in questi anni di notevole importanza politica, alcuni edifici di Fosdinovo cominciarono a risentire del trascorrere del tempo: Gabriele II Malaspina restaurò completamente il castello, dopo che nel 1468 aveva scritto che era quasi in uno stato di rudere; Francesco Malaspina, sacerdote presso Roma, nel 1466 lasciò, alla sua morte, 100 ducati per restaurare la Chiesa di San Remigio e costruirvi l'altare di San Giovanni.
Gabriele II Malaspina, oltre che restaurare il castello, rinnovò il Trattato di Pace con Firenze nel 1468 e dimostrò ancora, nei primi anni del suo Marchesato, la sua politica filo-fiorentina: nel 1471 militò insieme a Firenze nella guerra di Volterra (per la prima ed unica volta conducendo una battaglia al di fuori della Lunigiana); nel 1478, alla morte di Spinetta II marchese di Fivizzano, sostenne ancora una volta e con successo Firenze nella rivendicazione del feudo alto-lunigianese, in funzione anti-milanese; nel 1483, infine, dopo che nel 1479 i Fieschi e i Fregoso si erano impossessati di Sarzana con le armi senza che Firenze, distratta dalla guerra sostenuta con i duchi di Calabria e d’Urbino, avesse potuto rispondere efficacemente, per rientrarne in possesso, la Repubblica nominò per parte sua il marchese Gabriele quale procuratore e mandatario, in appoggio del quale, nel 1484, Firenze inviò anche un consistente esercito con cui il marchese ottenne una vittoria sui Fregoso di Sarzana, dopo aver stretto d'assedio la città nel 1487 durante la guerra denominata "guerra di Serrezzana".
Firenze dimostrò altresì la sua amicizia con il Marchesato di Fosdinovo sostenendola nell'acquisizione di Ponzanello (1481), roccaforte prossima a Fosdinovo, ma che fino a quel momento non era ancora stata conquistata dai Malaspina. Nel 1482 indicò poi Gabriele II Malaspina e Leonardo III Malaspina (Marchese di Gragnola) legittimi eredi di una parte del feudo di Fivizzano, che dal 1478, come si è accennato, era entrata nell'orbita fiorentina: Agnino, Ceserano, Magliano e Soliera al Marchesato di Fosdinovo; Castigliocello, Lucignano, Monte dei Bianchi e Regnano al Marchesato di Gragnola. Tale cessione ai due Marchesi Malaspina era però vincolata dalla decisione dei due di non rivendicare i castelli di Fivizzano, Comano, Groppo S. Piero, Montechiaro, Sassalbo e la Verrucola, centri che si erano ribellati alla Repubblica Fiorentina e che erano stati sottomessi da questa.
Dopo la morte di Lorenzo de' Medici (1492), però, Gabriele II comincerà ad avere sempre più degli attriti con Firenze, probabilmente dovuti alla delusione seguita al mancato riconoscimento, da parte di Gabriele e del nipote Leonardo III, della facoltà di detenere a pieno titolo dei diritti feudali della Signoria della Verrucola, che la morte del marchese Spinetta II nel 1478 aveva lasciato senza successori. La Repubblica fiorentina aveva infatti sostenuto, come si è detto, la cessione ai due Malaspina di alcuni dei castelli facenti parte di quel feudo, ma solo per benemerenza e in quanto donativo, ma non il feudo nella sua interezza, con pieno diritto alla successione ereditaria. Ciò portò, nel 1494, alla rivendicazione per se stesso di Fivizzano, per secoli appartenuti ai suoi avi, che venne fatto assalire da truppe francesi comandate da Carlo VIII e scortate dal Marchese di Fosdinovo stesso. Il clima idilliaco si era già andato comunque a rovinare dopo che nel 1477 il Marchesato di Fosdinovo aveva perso il casale di Lusignana (ora nel Comune di Filattiera), che si era posto volontariamente sotto la Repubblica Fiorentina, al fine di ricevere capitolazioni vantaggiose.
A proposito dell'attacco a Fivizzano, una delle prime guerre dell'Epoca Moderna, dove furono per la prima volta impiegati anche dei cannoni, così scrive Francesco Guicciardini nella "Storia d'Italia": "Unironsi seco in quegli confini i svizzeri che erano stati alla difesa di Genova, e l'artiglierie venute per mare a Genova e dipoi alla Spezie; e accostatosi a Fivizano, castello de' fiorentini, dove gli condusse Gabriello Malaspina marchese di Fosdinuovo loro raccomandato, lo presono per forza e saccheggiorno, ammazzando tutti i soldati forestieri che vi erano dentro e molti degli abitatori: cosa nuova e di spavento grandissimo a Italia, già lungo tempo assuefatta a vedere guerre più presto belle di pompa e di apparati, e quasi simili a spettacoli, che pericolose e sanguinose."
Gabriele non ottenne comunque i risultati positivi dall'alleanza francese, anzi, non avendo il denaro sufficiente per pagare al re di Francia le terre di Fivizzano che erano state oggetto di acquisto da parte del Malaspina, finì incarcerato a Lione, come pure, dopo di lui, il figlio Lorenzo. La sua ostilità nei confronti di Firenze gli si ritorse contro quando la Repubblica tornò in possesso delle terre di Fivizzano: egli quindi si trovò a riparare a Verona, dove già aveva passato parte della sua giovinezza, lasciando il figlio Lorenzo nel governo di Fosdinovo e delle sue pertinenze.
L'atto di aggressione del 1494, inoltre, abrogò di fatto la concessione del 1482 e quindi i suddetti centri non rimasero sotto i Marchesati dei Malaspina, ma andarono sotto il vicariato fiorentino di Fivizzano.
Sempre sotto il suo Marchesato, che chiude il Medioevo fosdinovese, si ebbe la fondazione della Compagnia francescana dei Battuti o dei Disciplinati (diventata poi dei Bianchi) e la costruzione dell'Oratorio dei Bianchi (1468), per conservare la trecentesca statua lignea dell'Annunziata, così come l'incendio che nel 1501 distrusse proprio tale Oratorio (da cui si salvò miracolosamente solo la statua per cui era stato costruito) e l'archivio della prima Chiesa di San Remigio.
Sposato con Bianca Malaspina, figlia di Galeotto Malaspina di Castel dell'Aquila, da prima del maggio 1452, il 3 febbraio 1508, infine, morì, lasciando cinque figli maschi e tre femmine, tra cui Argentina, che sposerà il gonfaloniere della Repubblica Fiorentina Piero Soderini.

## Età moderna

### Il Cinquecento e il Seicento

#### Lorenzo Malaspina e la primogenitura dell'eredità
Successore di Gabriele II fu Lorenzo Malaspina (1508-1533), che dovette dividere per i primi anni il marchesato con il fratello Galeotto II Malaspina (1508-1523). Un terzo fratello, invece, Lazzaro I Malaspina, ereditò Olivola, Bigliolo, Pallerone, ridando vita alla dinastia dei Marchesi di Olivola (1510), che durerà fino al 1799 con Carlo Malaspina, allargando la dinastia dello Spino Fiorito, per la prima e forse unica volta, nel versante opposto del Magra. Sotto il marchesato di Lorenzo, nel 1529, l'imperatore Carlo V d'Asburgo concesse al Marchese di Fosdinovo la primogenitura dell'eredità, sancendo l'importante posizione di Vicari imperiali che avevano assunto i Marchesi di Fosdinovo: ciò mise fine alle lotte fratricide e alle spartizioni di terre che avevano contraddistinto fino a quel momento il Marchesato. Così, quando nel 1533 Lorenzo morì, il solo erede fu il figlio primogenito Giuseppe Malaspina (1533-1565), sotto il quale si sa che a Fosdinovo c'erano 535 famiglie. Lorenzo donò anche al Duomo di Fosdinovo un fonte battesimale in marmo recintato da una balaustra.
È probabilmente proprio sotto l'impero di Carlo V d'Asburgo che Fosdinovo ottenne il prestigioso titolo di Civitas Imperialis: all'epoca, nella zona, solo Sarzana (dal 1465, con papa Paolo II, suggellata poi dall'imperatore Federico III nel 1469) e La Spezia (dal 1506) godevano di tale titolo, mentre Massa l'avrebbe acquisito nel 1605 e Pontremoli ancor dopo, nel 1778.

#### Andrea Malaspina e la ricostruzione della Chiesa di San Remigio

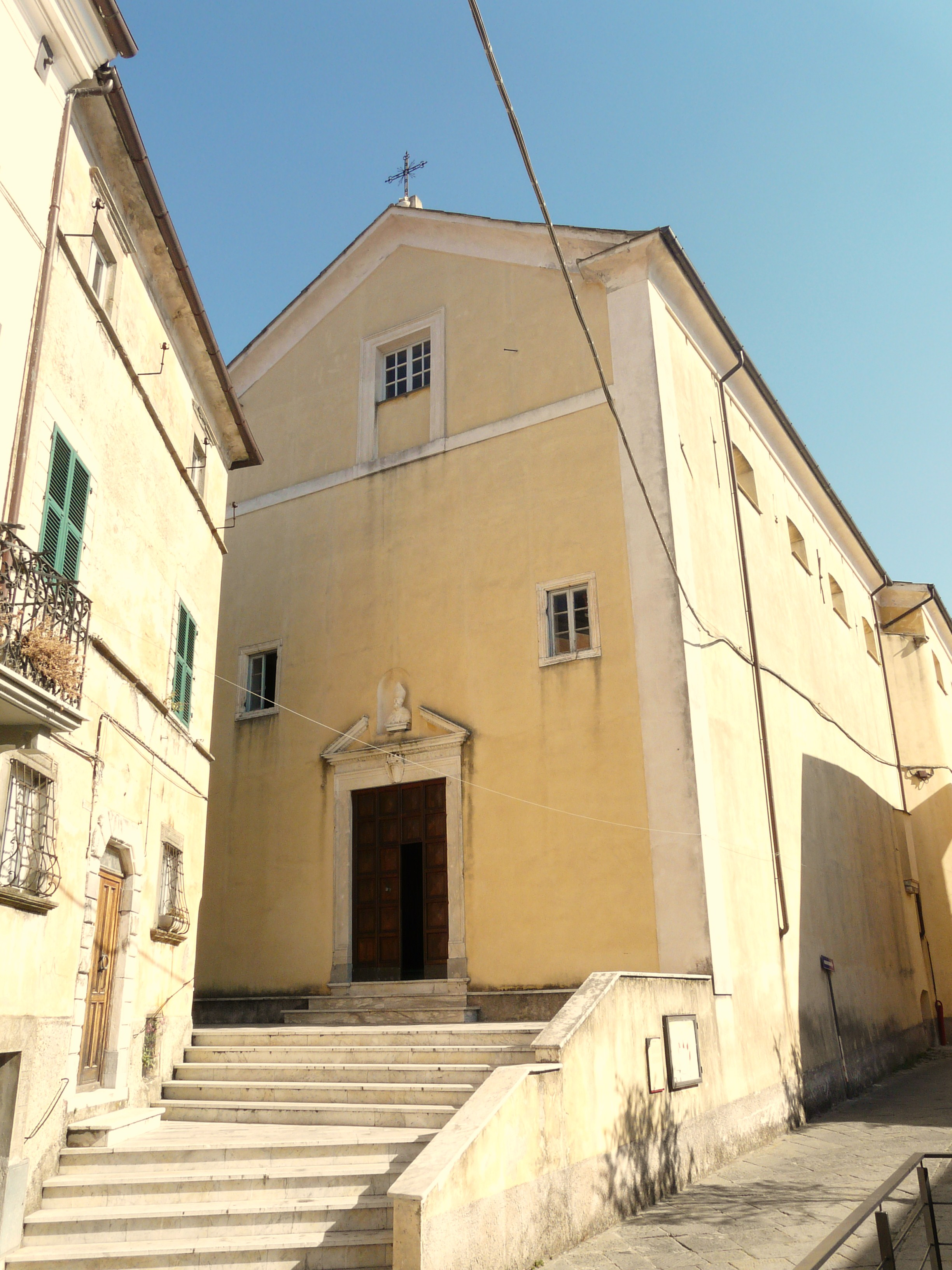
Duomo di Fosdinovo

Il successore di Giuseppe fu (dopo un periodo di reggenza della madre Aloisia Doria, dal 1565 al 1573) Andrea Malaspina (1565-1610), dopo la rinuncia di Ippolito (morto nel 1625, a Malta). Ippolito Malaspina, figlio di Giuseppe e la consorte Aloisia Doria (nobildonna genovese), intraprese infatti la carriera militare, iscrivendosi all'Ordine dei Cavalieri di Malta e diventando Ammiraglio, Balì di Napoli, Generale delle Galee pontificie, e, infine, Gran Maestro dell'Ordine. Andrea Malaspina riformò nel 1577 gli Statuti del Comune e fece lastricare le vie interne di Fosdinovo nel 1582. Gli Statuti, per la cui redazione furono chiamati undici deputati, prevedevano che al signore, detentore del mero et mixto imperio del Feudo di Fosdinovo, spettava la nomina dei funzionari che amministravano le comunità comprese nel territorio. In Lunigiana i feudatari generalmente non esigevano tassazioni, ma si riservavano degli usi esclusivi. Nel caso di Fosdinovo vi era il possesso della colombaia e il monopolio dei molini, dei frantoi, dei forni, della caccia e della pesca. A ciò si aggiungeva la corvée per cui i fosdinovesi erano tenuti a prestare manodopera non retribuita per la manutenzione di strade, castello e palazzi. Dalle carte d’archivio, risulta anche l’esistenza di un donativo che la Comunità di Ponzanello versò annualmente al marchese negli anni ’20-’40 del XVII secolo, sotto il marchesato del figlio di Andrea, Giacomo II Malaspina. Sempre sotto il suo marchesato venne rifondata la Chiesa di San Remigio (posta sullo stesso sito della vecchia, ma con diverso orientamento), vi furono le prime testimonianze dell'esistenza della Confraternita dei Rossi (1570 c.a.), ancora attiva, e venne costruito l'Oratorio dei Rossi o del Santissimo Sacramento (1581-1605), come luogo di ritrovo della nuova confraternita. Entrambe le chiese (comunicanti internamente tra loro) furono costruite in gusto tardo-cinquecentesco, con maggior dinamismo nei marmi e ricerca dello stupore (il Duomo presenta colonne tortili negli altari laterali e centine spezzate, a cominciare dal portale d'ingresso, a indicare la loro falsa funzione strutturale). Fu sempre in questo periodo che la Diocesi di Luni (di cui Fosdinovo faceva parte) venne divisa in ventidue Vicari foranei: Fosdinovo ne rappresentava uno dei ventidue, ospitando un migliaio di fedeli, da cui dipendevano parecchie parrocchie (anche esterne al dominio dei Malaspina). 

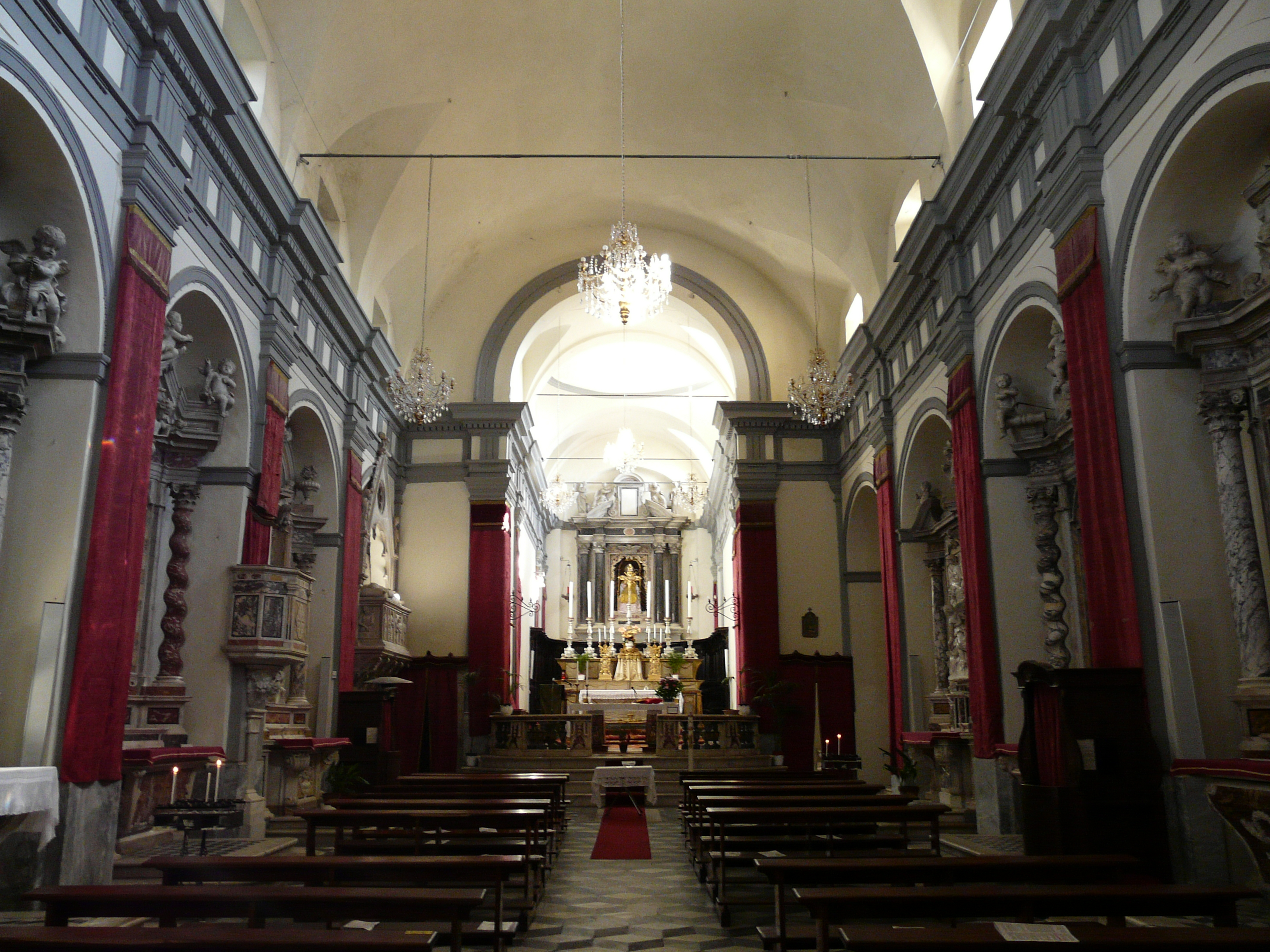
Duomo di Fosdinovo-interno

#### Giacomo II Malaspina e la riannessione di Gragnola
Nel 1610 divenne Marchese Giacomo (Jacopo) II Malaspina, che la leggenda vorrebbe essere stato padre di una ragazza albina, Bianca Maria Aloisia, che si innamorò dello stalliere del castello. Quest'amore impossibile, unito al suo essere albina, avrebbe spinto Giacomo all'uccisione dello stalliere e della figlia, murata viva con un cane e una testa di cinghiale. Al di là della leggenda, si sa che, insieme alla consorte Maria Grimaldi, si dedicava a feste ed eccessi e che arrivò ad accusare il figlio Andrea di tentato parricidio. Sotto il suo marchesato, però, è anche pur vero che fu ricostruito l'Oratorio dei Bianchi bruciato nel 1501 (1641-53), che il Marchesato di Gragnola tornò sotto il potere dei Malaspina di Fosdinovo (1644), che venne costruito un oratorio ex novo dedicato alla Beata Vergine e ai Santi Antonio e Giacomo dal "dottore di legge" P. Antonio Moneta nel parco della Torretta e che nel 1636 il Castello di Fosdinovo arrivò a contare ben 800 "fuochi". 

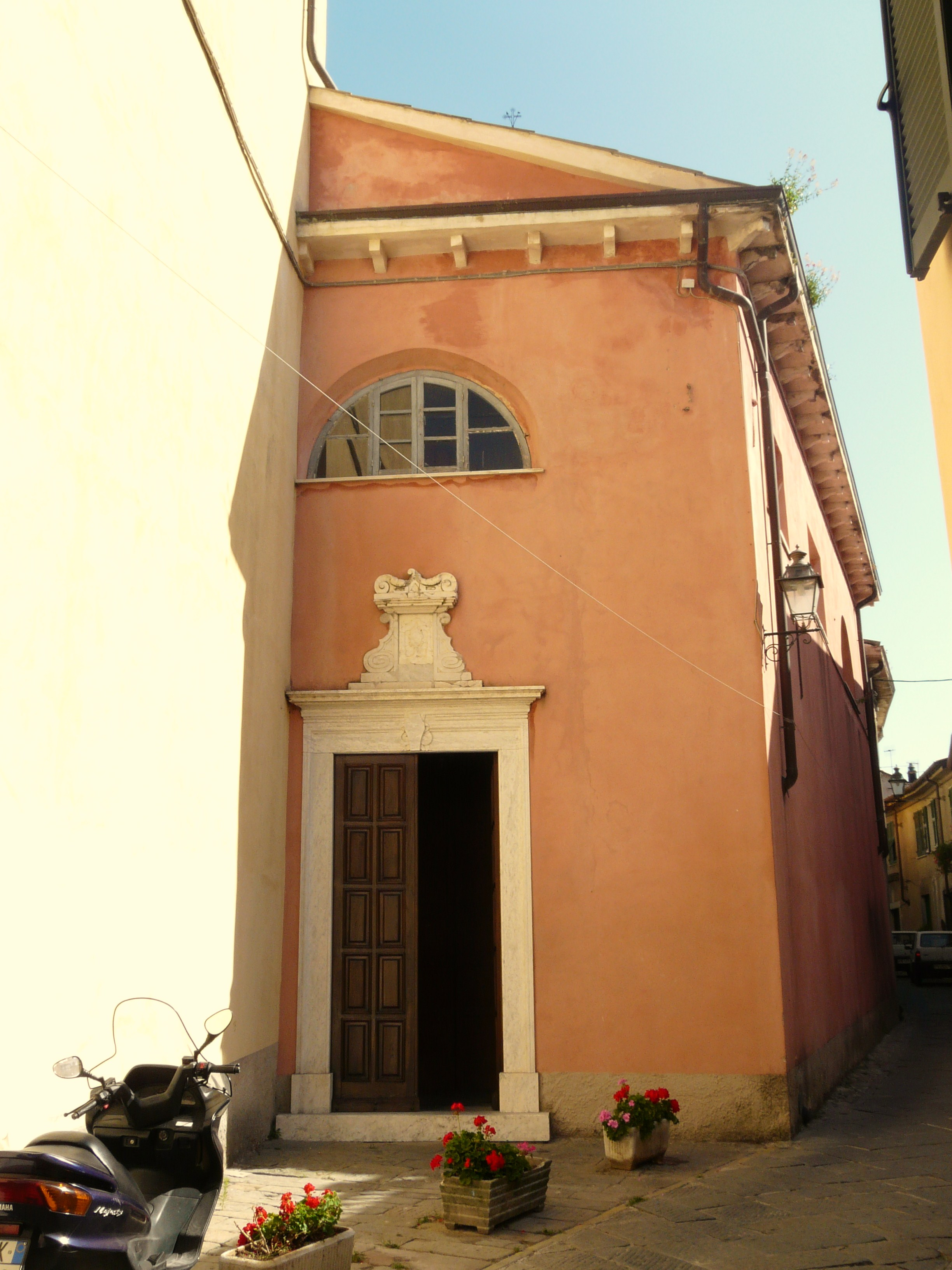
Oratorio dei Rossi

Per quanto concerne il Marchesato di Gragnola, l'ultimo Marchese fu Cosimo Malaspina, che non ebbe discendenza maschile. Alla sua morte (1638), il Marchesato di Gragnola passò così al fratello Alessandro Malaspina. Anch'egli, però, non aveva discendenza maschile e così nel 1642 dichiarò che, quando sarebbe morto, l'eredità del Marchesato sarebbe dovuta passare in mano a Ferdinando II Granduca di Toscana. Ciò però provocò lo sdegno dei Marchesi Malaspina di Olivola e di Verona, che rivendicarono per loro stessi un feudo retto fino ad allora dai discendenti di Antonio Alberico I Malaspina di Fosdinovo, antenato comune. La questione venne risolta solamente con la sentenza della Corte Aulica di Vienna, che, contro la volontà di Alessandro Malaspina e contro i reclami degli altri Marchesi, stabilì che il Marchesato di Gragnola sarebbe dovuto andare in mano al primo ramo di Fosdinovo, ossia ai Marchesi di Fosdinovo, discendenti di Gabriele II Malaspina.

#### Pasquale Malaspina e la costruzione della Zecca di Fosdinovo

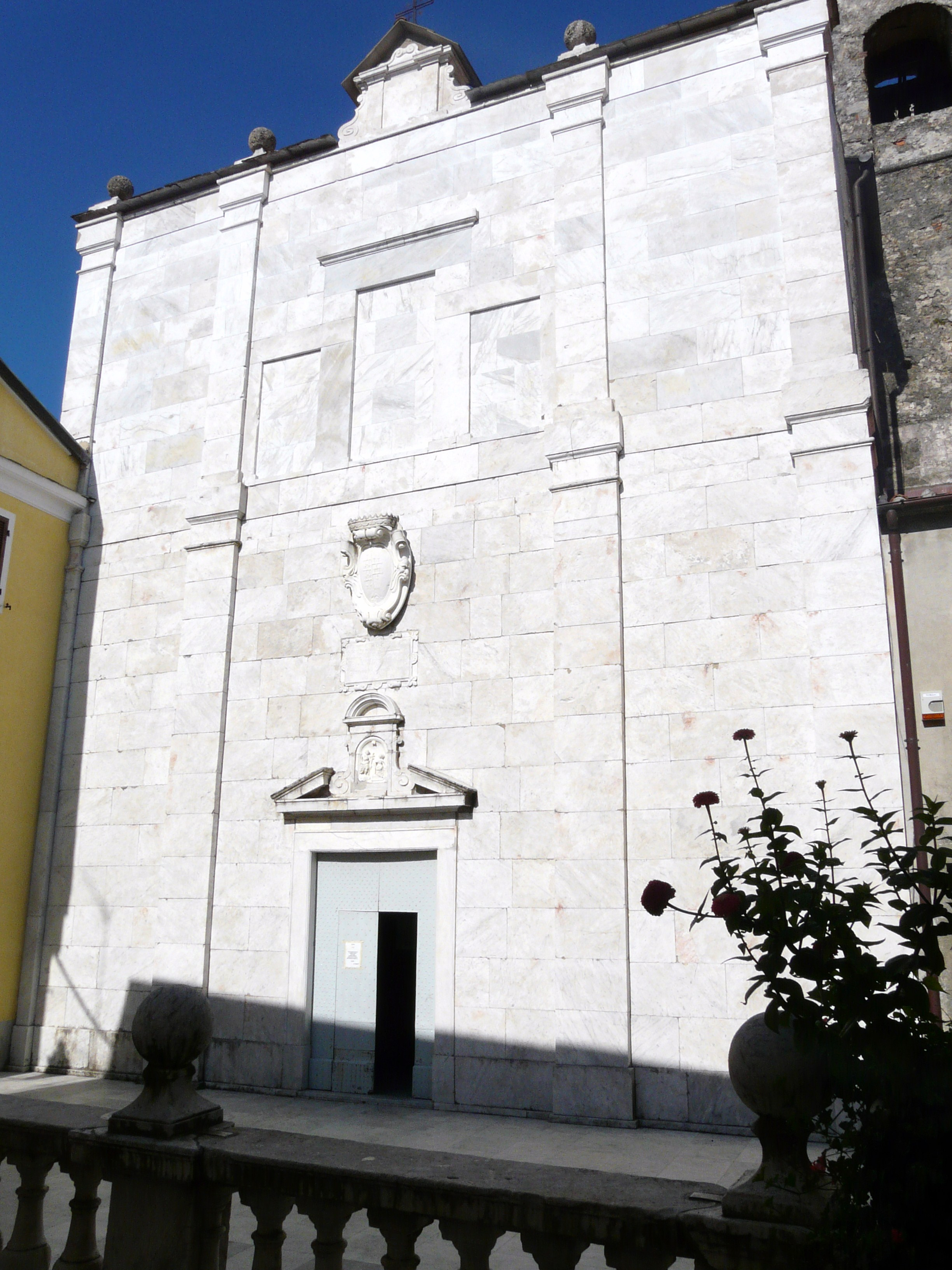
Oratorio dei Bianchi

Giacomo II Malaspina morì nel 1663 e divenne marchese di Fosdinovo il figlio Pasquale Malaspina, uno dei più importanti della storia del marchesato. Regnò per pochi anni, visto che la morte lo colse nel 1669, ma in pochi anni segnò la storia di Fosdinovo. Nel 1666 portò a termine la facciata dell'Oratorio dei Bianchi in marmo di Carrara. Sempre nello stesso anno (il 10 aprile) riuscì a farsi concedere dall'imperatore Leopoldo I d'Asburgo il diritto di battere moneta, che si tradusse in realtà a partire dal 1668 con la costruzione in Via Papiriana 19 dell'edificio della Zecca, con direttore il genovese Tommaso Grandi e con incisore il francese Louis Barbieri, poi sostituito da Monsù Gagliardo. La Zecca dei Malaspina di Fosdinovo è stata l'ultima zecca a iniziare a battere moneta in Toscana, dopo quelle di Lucca, Pisa, Firenze, Siena, Volterra, Arezzo e Massa. Rimase aperta e funzionante fino al 1677, producendo testoni e luigini d'argento, ma anche di altri materiali, tra cui l'oro e altre leghe di più basso valore. Quando nel 1668 l'edificio fu completato, sulla facciata fu posta una lapide, da tempo scomparsa, con la seguente epigrafe: Ab Ottone II / Monetas cucendi olim facultate concessa / nuperque a Leopoldo I Imperator / perpetuo renovata / Paschalis Malaspina Fosdenovi Marc. Imp. commiss. / Officinam hanc monetariam a fundamentalis erexit / A.D. MDCLXVIII ("Per facoltà di battere moneta da Ottone II un tempo concessa e nuovamente rinnovata in perpetuo dall'Imperatore Leopoldo I, Pasquale Malaspina, marchese di Fosdinovo, commissario imperiale, eresse dalle fondamenta questa officina monetaria. Anno del Signore 1668")
Oltre a Fosdinovo, il Marchese aprì una seconda zecca anche a Ponzanello.
Nell'Ottocento, esaurita ormai da tempo la funzione per la quale era stata costruita, la zecca di Fosdinovo fu adibita a stallaggio pubblico (in dialetto fosdinovese, "stallon").
Con questa concessione, Leopoldo sembrò dare conferma del pensiero di Pasquale (esposto nella "Breve Informatione" allegata alla richiesta del privilegio), che considerava il feudo di Fosdinovo come il principale di tutta la casa Malaspina, sia per questioni demografiche che per la posizione geografica, e dunque il marchese di Fosdinovo il Primo della famiglia, col privilegio di legittimare figli naturali e nominare notai e dottori.

#### Crisi dinastica dei Malaspina
Morto precocemente e senza figli, successe a Pasquale il secondogenito Ippolito Malaspina, ma dopo soli due anni (1671) morirà anch'egli in un agguato organizzato dal terzogenito Ferdinando Malaspina, proprio nei pressi della Zecca. L'agguato era stato organizzato da Ferdinando per entrare a sua volta in possesso del feudo, ma le cose non andarono così: una guardia di Ippolito, morto il suo signore, non scappò, ma rispose, sparando a Ferdinando. In questo modo, nell'agguato rimasero uccisi entrambi i fratelli di Pasquale e la famiglia Malaspina di Fosdinovo visse uno dei momenti più drammatici della sua esistenza, portandosi molto vicina all'estinzione. Ciò avrebbe portato Fosdinovo dentro l'orbita di uno dei tanti stati limitrofi, a cui il feudo faceva molta gola. Ogni speranza era ormai riposta in Cristina Adelaide Pallavicino di Franosa, vedova di Ippolito, che portava in grembo un bambino lasciatogli dal defunto marchese. Se fosse nata una bambina, Fosdinovo sarebbe presto caduta sotto l'influenza di un'altra famiglia, ma fortunatamente per i Malaspina di Fosdinovo nacque un maschio: Carlo Francesco Agostino Malaspina.

#### I Luigini
I Marchesi di Fosdinovo furono tra i primi a coniare tale moneta, iniziando fin dal 1668 e protraendo tale pratica per un decennio, fino al 1678. Nella parte dritta della moneta vi era illustrato il busto della Marchesa consorte di Pasquale Malaspina (il matrimonio era stato festeggiato nel 1643), la genovese Maria Maddalena Centurione, variando solo leggermente le fattezze della principessa Anna Maria Luisa d'Orléans (colei che comparve nei primi luigini coniati in Francia). Nel 1668, ossia nel primo anno di vita della Zecca, furono però coniate monete con ritratto sul dritto la figura di un feudatario, ossia Pasquale Malaspina stesso. Sul rovescio vi era generalmente inciso uno scudo a tre gigli con o senza lambello, anche se a volte tale motivo era alternato da un secondo: un'aquila bicipite caricata di scudetto con lo spino fiorito. L'ultima moneta battuta fu però una mezza lira con i ritratti della Marchesa reggente Cristina Pallavicino e del piccolo Carlo Francesco Agostino Malaspina.
Le monete coniate a Ponzanello erano di simile fattura, anche se non ne sono state ritrovate con incise Pasquale Malaspina o l'aquila bicipite.

### Il Settecento: la fine del Marchesato

#### Carlo Francesco Agostino Malaspina e la Villa Malaspina

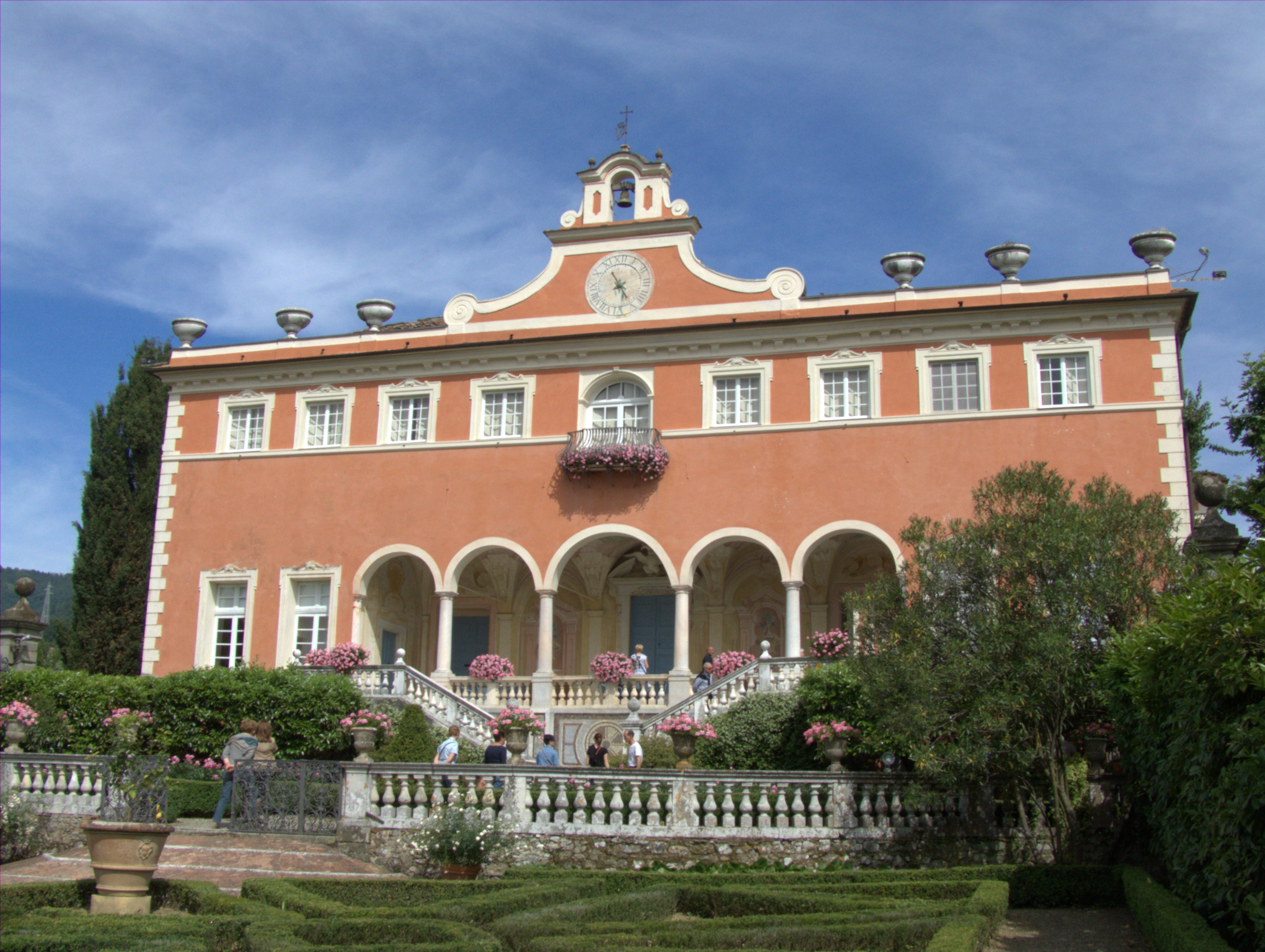
Villa Malaspina di Caniparola

Carlo Francesco Agostino Malaspina regnò a lungo, seppur i primi anni (1671-91) il marchesato fu retto da sua madre, per ovvie questioni anagrafiche. In questo periodo si assistette alla chiusura della zecca aperta da suo zio, Pasquale Malaspina, per motivi legati ad un caso particolarmente curioso, nonché vergognoso.
La Zecca di Fosdinovo, dopo i primi anni di operato, cominciò a coniare per qualche tempo monete genovesi false. L'intrigo era stato perpetrato ad opera di un'associazione a delinquere, diretta da Livorno. Le monete false venivano spedite a Genova e poi a Marsiglia via mare, affidate al capitano della Reale Marina Francese, Dumas. Quando tale azione illegale fu scoperta, come pena la zecca fu chiusa.
Sempre nel periodo di reggenza della madre Cristina Pallavicino, ed in particolare nel 1684, la Chiesa di San Remigio assunse le forme attuali, ampliandosi e sopraelevandosi dal livello stradale tramite una scalinata in marmo bianco di Carrara.
Carlo Francesco Agostino morì nel 1722, nella Villa Malaspina a Caniparola, edificio che fece costruire con l'idea di farne una dimora estiva e di villeggiatura e di creare un'alternativa alla sede ufficiale del Castello, la cui architettura e la cui forma, evidentemente militari, riflettevano un tempo ormai lontano ed erano ormai anacronistici. Sempre sotto il suo Marchesato, nel 1697, la parrocchia di Fosdinovo venne insignita del titolo di "perinsigne Prepositura", che fa ancora oggi del proprio parroco un prevosto.
Carlo Francesco Agostino dette alla luce due figli: il primogenito e suo successore Gabriele III Malaspina e Azzolino, che si trasferirà successivamente a Napoli. Il marchesato di Gabriele III durò fino al 1758 e vide la fine dei lavori alla Villa (1724) e la costruzione della strada maestra che collega ancora oggi Fosdinovo a Caniparola. Sempre sotto il suo marchesato, nel 1729, lo scultore Giovanni Baratta realizzò due nuovi altari per la Chiesa di San Remigio di Fosdinovo.

#### Carlo Emanuele Malaspina e la fine del Marchesato di Fosdinovo
Dopo un anno di reggenza da parte della Marchesa e moglie di secondo letto Isabella Orsucci, successe a Gabriele III, Carlo Emanuele Malaspina, Marchese colto e raffinato, nonché regnante illuminato. Il suo Marchesato fu all'insegna del mecenatismo e del finanziamento alla cultura: sostenuto anche dalla consorte Eugenia Pinelli, nobildonna genovese, ingrandì enormemente le biblioteche del Castello, restaurò ed ampliò nel 1770 l'antico teatro di Fosdinovo e lo munì di palchetti in legno intarsiato, sostenne e patrocinò la creazione di compagnie teatrali, si accerchiò di uomini illustri e di intellettuali.
Il Marchese era amico di Giovanni Fantoni, poeta fivizzanese, dal momento in cui, da giovani, erano compagni nel collegio "Nazareno" di Roma. Grazie alla corrispondenza conservato all'archivio di Massa tra il marchese e l'amico, accademico dell'Arcadia con il nome di Labindo, conosciamo le ristrutturazioni apportate alla struttura del teatro in stile barocchetto genovese. Negli anni successivi il teatro rimase attivo in due stagioni annuali, a Carnevale e durante l'estate. Con l'arrivo di Napoleone nel 1797 e l'abolizione dei feudi, il teatro cessò la sua attività e venne trasformato in civile abitazione.
Labindo scrisse di lui: " La passione che ha il marchese per il teatro non gli ha fatto risparmiare né premure, né fatiche, né spese per ridurre quello ad una maestosa decenza e le manifestazioni che vi si danno quasi al grado di perfezione. Non solo egli è Direttore della Società dei suoi dilettanti, ma ne è il compagno, e forse non v'è in Italia comico che lo pareggi".
Nel 1759 il Marchese eresse il monte frumentario per distribuire d'inverno e in primavera le granaglie ai coloni e ai poveri possedenti terrieri, per poi riavere il corrispettivo dopo il raccolto con un piccolo aumento destinato ad opere di beneficenza o ad un supplemento allo stipendio del maestro di scuola.
In aggiunta a tutto questo, ebbe un occhio di riguardo anche per lo sport in un'epoca ancora così lontana da ogni forma di evento sportivo propriamente moderno: realizzò poco all'esterno delle vecchie mura un'arena per giocarvi al pallone fiorentino (1789), luogo conosciuto come Il Fosso. L'arena sarà poi adattata a pista di pattinaggio a rotelle e poi a balera, piazza, parcheggio, area per gli spettacoli e le sagre..fino a diventare un'area polifunzionale a cielo aperto.
Sempre all'interno del Marchesato di Carlo Emanuele Malaspina, il 26 luglio 1790, Fosdinovo fu epicentro di un terremoto.
Nel 1797, il marchese di Fosdinovo, dopo le prime vittorie di Napoleone Bonaparte contro gli Austriaci, aderì favorevolmente all'abolizione dei feudi imperiali imposta dal corso con il decreto del 2 luglio 1797, rinunciando alla podestà sovrana sulle terre che per secoli erano appartenute alla sua famiglia e dando vita alla nuova Municipalità fosdinovese. Successivamente, però, Carlo Emanuele decise di riprendere il potere nel feudo, forse dopo aver assistito ad un corso degli eventi che non si aspettava. Ebbe, infatti, ben presto a scontrarsi con le pretese degli occupanti francesi di utilizzare il castello come alloggio per la truppa e come sede di tribunale e ad opporsi all’obbligo del pagamento di un'elevata tassa prediale, cose che lo portarono ad attuare un duro processo contro i rivoluzionari. Nel 1802, però, con la riorganizzazione della Repubblica Cisalpina, fu emanato un mandato di cattura ai suoi danni e fu costretto a scappare a Pisa, dove morì esule e senza prole il 14 gennaio 1808.

## Età contemporanea

### Età Napoleonica
L’arrivo delle truppe napoleoniche determinò la fine della feudalità in Lunigiana. Da lì in avanti Fosdinovo condivise le sorti di altri ex feudi imperiali della Val di Magra: dal 1797 fece parte della Repubblica cispadana, poi di quella cisalpina ed infine di quella italiana, divenne quindi parte del Regno d’Italia nel 1805 e dell’Impero francese dal 1811 al 1814.

#### Fosdinovo nella Repubblica Cispadana
Nel giugno del 1796 le truppe napoleoniche conquistarono il Ducato di Massa e Carrara ed il territorio della Lunigiana. Il 21 gennaio 1797 ebbe inizio a Modena la terza sessione del Congresso Cispadano cui, a partire dal 30 gennaio dell’anno successivo, parteciparono anche i rappresentanti di Massa e Carrara. In seno ai lavori del Congresso, nel 27 marzo 1797, si diede luogo a una suddivisione amministrativa che prevedeva l’istituzione del dipartimento di Luni, con sede a Massa. Con la costituzione dell’8 luglio 1797, la Repubblica Cisalpina diede vita al dipartimento delle Alpi Apuane che sostituì il dipartimento di Luni.
Ne facevano parte, oltre al territorio di Massa e Carrara, anche la Garfagnana e la Lunigiana ex-feudale. In Lunigiana infatti l’editto del generale Chabot, emanato il 2 luglio 1797, aveva fatto cessare tutti gli istituti feudali e aveva disautorato i feudatari, costringendoli a giurare fedeltà alla Francia.

#### Fosdinovo nella Repubblica Cisalpina
In seguito, con la costituzione del 10 settembre 1798, il dipartimento delle Alpi Apuane fu soppresso e assorbito dal dipartimento del Crostolo con sede a Reggio. La suddivisione amministrativa apportata l'anno successivo portò all'istituzione di due Commissariati del potere esecutivo anche in Lunigiana, con sede nei due distretti di Fosdinovo e Mulazzo. Questi Commissariati furono poi soppressi nel 1800 e sostituiti con le rispettive municipalità, denominate Municipalità distrettuali e formate, oltre che dagli amministratori locali, anche dagli agenti municipali delle Comuni comprese nei loro distretti.
La Municipalità distrettuale di Fosdinovo comprendeva le Comuni di Fosdinovo, Viano, Bibola, Monti, Ponte e Licciana. Le Comuni, a loro volta, comprendevano i territori di più comunità, secondo lo schema riprodotto nel quadro della “Popolazione delle comuni e parrocchie comprese nell’attual circondario di Fosdinovo capo luogo” trasmesso nel settembre del 1802 al Ministro degli Affari Interni dalla Viceprefettura delle Alpi Apuane: Fosdinovo (composta di Fosdinovo e ville di Zignago, Paghezana e Caniparola), Giucano, Ponzanello e Carignano, Tendola, Pulica, Marciaso e Pesciola, Posterla, Gragnola, Viano (composta di Viano e ville di Villa di Corsano, Colognola, Lorano, Terma, Campiglione, Vezzanello, Pian di Molino e Cortila), Pallerone e Canova annessa, Olivola e Quercia annessa, Bigliolo, Aulla, Podenzana, Bibola (composta di Bibola e ville di Vecchietto e Gorasco), Bastia (composta di Bastia e ville di Cisigliana, Paretola e Bacana), Monti (composta di Monti e ville di Caria Fenile, Piano, San Martino e Amola), Ponte (composta di Ponte, Ceccarello e Arola), Licciana (composta di Licciana e ville di Panicale, Sallano, Bosco, Magliola e Gabanasco), Varano, Tavernelle.
Tale ordinamento prevedeva, quindi, che facessero capo alla Municipalità di Fosdinovo ben ventuno comunità caratterizzate da un territorio prevalentemente montuoso. La composizione dei consiglieri suddivisi per comunità era la seguente: Fosdinovo (15), Giucano (3), Ponzanello (3), Tendola (3), Pulica (3), Marciaso (3), Posterla (3), Gragnola (3), Viano (2), Terma e Colognola (2), Vezzanello, Pian di Mulino, Galogna, Corsano (1), Lorano (2), Aulla (9), Podenzana (9), Bibola (9), Pallerone (9), Olivola e Quercia (9), Licciana e Panicale (11), Varano e Tavernelle (8), Bastia e Cisigliana (4), Monti, Fenile ed Amola (9), Ponte (3), Bigliolo (9). In totale i consiglieri erano dunque 132.

#### Fosdinovo nella Repubblica Italiana
Il disagio derivante dalle difficoltà che gli agenti municipali incontravano a radunarsi, specialmente durante la stagione invernale, fu probabilmente alla base del nuovo ordinamento amministrativo in base al quale nella Lunigiana ex feudale dovevano essere istituite tre Comuni di seconda classe (Fosdinovo, Aulla e Tresana) e tre Comuni di terza classe (Licciana, Villafranca e Mulazzo). Le nuove municipalità, organizzate in base ai criteri dall'art. 3 della costituzione approvata il 26 gennaio 1802 nei comizi nazionali di Lione, che diedero vita alla Repubblica Italiana, furono installate dal viceprefetto della Alpi Apuane nel marzo del 1803. In particolare, la Comune di seconda classe di Fosdinovo comprendeva i seguenti paesi: Fosdinovo (con le sue ville), Carignano, Cortila, Giucano, Gragnola, Marciaso, Pian di Molino, Pieve di Viano, Ponzanello, Posterla, Pulica e Tendola. Questa conformazione è alla base dell'attuale composizione del comune di Fosdinovo, a cui però manca Gragnola e i paesi limitrofi a causa del referendum del 1983. Una legge emanata il 24 luglio 1802 stabilì poi che nei Comuni di seconda classe la Municipalità doveva essere costituita da cinque a sette cittadini eletti dal Consiglio. Nella Comune di Fosdinovo gli eletti furono sette: Carlo Bassi (di Fosdinovo), Giacomo Nasi (di Fosdinovo), Battista Uccelli (di Fosdinovo), Angelo Marchetti (di Posterla), Giuseppe Musetti (di Giucano), Bartolomeo Poletti (di Marciaso), Francesco Battaglia (di Pian di Molino).
Un'ulteriore riorganizzazione amministrativa attuata nel 1804 determinò che in Lunigiana le Comuni fossero solo di terza classe, ossia con meno di 3 000 abitanti. Dallo smembramento della Municipalità di Fosdinovo si originarono nel tempo le seguenti Comuni: Comune di Fosdinovo (con le sue ville) e Giucano, Comune di Tendola e Ponzanello, Comune di Posterla, Pulica e Marciaso, Comune di Pieve di Viano, Comune di Gragnola e Cortila.

#### Fosdinovo nel Regno d'Italia e nell'Impero francese
Questo ordinamento rimase in vigore anche dopo il 1805, sotto il Regno d’Italia. Il decreto imperiale emanato il 5 agosto 1811 determinò infine l’annessione della Lunigiana ex feudale all’Impero francese. Come primo effetto si ebbe lo scorporo del territorio degli ex feudi lunigianesi dal dipartimento del Crostolo ed il conseguente accorpamento in quello degli Appennini con sede a Chiavari. In questo modo gli ex feudi di Lunigiana si riunirono al territorio della Lunigiana Etrusca, ossia la Lunigiana granducale che comprendeva le Comunità di Pontremoli, Calice, Bagnone, Albiano, Groppoli, Terrarossa, Filattiera e Fivizzano, già annessa all’Impero Francese con il decreto del 9 giugno 1808. In ordine al decreto emanato dal prefetto del dipartimento degli Appennini in data 3 marzo 1812, le neocostituite Mairies di Aulla, Casola, Comano, Gragnola, Licciana e Fosdinovo entrarono a far parte del Circondario di Sarzana. La Mairie di Fosdinovo, appartenente al Cantone di Aulla, risultava costituita da nove sezioni o parrocchie. L’amministrazione era affidata al maire, affiancato da uno o più aggiunti, e al Consiglio municipale. Al maire erano riservate le funzioni esecutive ed erano demandate la gestione del bilancio, le funzioni di polizia e la direzione dei lavori pubblici; il Consiglio, presieduto dal maire o da un “aggiunto” in sua vece, aveva invece funzioni consultive e deliberava sui bilanci.
Nel marzo del 1814 le truppe francesi si ritirarono dalla Lunigiana e, circa un mese dopo, furono sconfitte a Genova dagli inglesi.

### Il Risorgimento: dal Ducato di Modena e Reggio al Regno d'Italia

#### I primi anni post-napoleonici
Tra il marzo 1814 e il gennaio 1815 il territorio degli ex feudi lunigianesi fu sottoposto a diverse autorità provvisorie: il tenente colonnello dello stato maggiore Joseph von Werklein che, nel giugno 1814, fu nominato plenipotenziario dei feudi imperiali di Lunigiana dal governo austriaco; il Consiglio amministrativo della città di Sarzana e suo circondario, incaricato dallo Stato di Genova di amministrare i territori delle comuni di Sarzana, Santo Stefano, Ortonovo, Castelnuovo, Fosdinovo, Aulla, Licciana, Terrarossa, Bolano, Albiano, Lerici, Ameglia e Trebiano; e in ultimo il Governo provvisorio dei feudi imperiali di Lunigiana con sede ad Aulla, istituito il 13 giugno 1814 su iniziativa del plenipotenziario Werklein, e presieduto dal marchese di Mulazzo Luigi Malaspina.

#### La Restaurazione: Fosdinovo Capitale della Lunigiana Estense
Al termine del Congresso di Vienna e a seguito della Restaurazione, Fosdinovo perse anche a livello ufficiale la sua indipendenza secolare e la famiglia che dal 1340 era stata l'unica signora del paese e delle terre vicine.
Infatti, gli ex feudi imperiali lunigianesi furono assegnati alla duchessa di Massa Maria Beatrice d'Este, come risarcimento dei danni subiti sotto occupazione francese, entrando dunque all'interno del Ducato di Massa e Carrara. La duchessa a sua volta li cedette al figlio Francesco IV duca di Modena, che raccolse questi territori nella provincia della Lunigiana estense, con chirografo datato 30 agosto 1816. L’appartenenza al Ducato austro-estense terminò nel 1859 con l’annessione al Regno di Sardegna.
Gli Este fecero subito di Fosdinovo la Capitale della Lunigiana Estense (1816), ponendo il Delegato della Lunigiana Estense nel castello Malaspina di Fosdinovo. Più precisamente, col piano di governo del 28 agosto 1814 - divenuto operante a tutti gli effetti col 1º ottobre successivo, data in cui vennero definitivamente soppresse le residue strutture del periodo napoleonico - gli Stati austro-estensi si andarono a suddividere in tre province: Modena, Reggio e Garfagnana (con capoluogo Castelnuovo Garfagnana), cui nel 1816 si andò ad aggiungere una delegazione governativa per la Lunigiana estense, con capoluogo a Fosdinovo. A capo di ogni provincia vi era un governo (governatore e relativi uffici).
Gli Estensi sembravano proprio avere un occhio di riguardo per il nuovo centro: sotto di loro, venne completata nel 1822 la prima strada rotabile del fosdinovese, lunga circa otto miglia, che dal Portone di Caniparola giunge ancora oggi a Tendola passando per Fosdinovo, venne costruita tra il 1829 ed il 1831 la nuova Piazza del Mercato (ora conosciuta col nome di Piazza Matteotti) presso il Duomo, in cui si iniziò da allora a tenere mercato di giovedì, venne ristrutturato il palazzo comunale, e Fosdinovo venne dotata di nuova pavimentazione all'interno del borgo. Inoltre, nel 1831, dopo una pausa iniziata dal 1797, venne riaperto il Teatro Malaspina.
Nel 1833 la parrocchia di Fosdinovo (ossia la sola Fosdinovo e la campagna limitrofa) contava 1 448 abitanti ed il comune (comprensivo di Gragnola) 4848 anime (numero sostanzialmente simile a quello odierno, seppur la popolazione era ubicata in modo molto differente rispetto ad adesso, preferendo la parte alta del territorio (Fosdinovo e Gragnola) e non la parte pianeggiante (ossia Caniparola, come risulta essere attualmente); inoltre tra il 1833 ed oggi c'è stata l'importante cessione territoriale di Gragnola, che quindi mette in luce come la popolazione sia in realtà aumentata nella parte restante).
All'epoca, a Fosdinovo risiedevano stabilmente un maestro di scuola elementare, un medico ed un chirurgo, oltre al delegato governativo estense, il comandante militare della Provincia estense di Lunigiana ed un giudice di prima istanza per le cause civili e penali. Nel 1832 divenne vicario foraneo di Fosdinovo il presbitero Francesco Boni, che vi morirà nel 1852.
Il Castello Malaspina fu in quegli anni comprato dagli Estensi (anche per evitare che venisse usato come cava di materiale) e venduto all'Ospedale di Fosdinovo. Negli anni risorgimentali fu occupato dai Gesuiti di Massa nel periodo estivo. Nel 1866 (già dopo la nascita del Regno d'Italia) Carlo Maurizio Malaspina (figlio di Giuseppe Malaspina, a sua volta figlio di Giuseppe Alberico Malaspina, fratello dell'ultimo marchese di Fosdinovo Carlo Emanuele) lo comprò dall'Ospedale per 14 000 lire imperiali. Nel frattempo i discendenti dei Malaspina di Fosdinovo erano vissuti nella Villa Malaspina di Caniparola, fin da dopo la Restaurazione, con Giuseppe Malaspina (1770-1857).
Nel 1833, nel suo Dizionario Geografico Fisico Storico della Toscana, Emanuele Repetti così scrisse di Fosdinovo, parlando della sua posizione, del suo clima e della sua vegetazione: "La prospettiva di Fosdinovo è fra le più deliziose che presentino le vaghe colline formanti cornice al littorale di Sarzana, non escluse quelle che fanno corona al magnifico golfo di Luni, ora della Spezia. Il suo clima è temperato, l'aria è balsamica, i prodotti del suolo squisiti, la vegetazione vigorosa e variatissima, a partire dall'albero indigeno della montagna, il castagno, sino alle piante più delicate dei giardini. Formano un magico contrasto con una tal variata e rigogliosa vegetazione le scoscese e nude cime del monte Sagro nel Carrarese, le quali cime sovrastano dal lato di levante al paese di Fosdinovo."
Nel 1838 il camposanto dietro la Chiesa di San Remigio smise di accogliere i defunti al suo interno, trasformandosi, nel corso del tempo, in una piazza panoramica e ombrata. Per la funzione che aveva assolto per i secoli addietro, fu subito ribattezzata Piazza Camposanto Vecchio. Divenne cimitero del paese un sito posto a circa mezzo chilometro a nord delle mura che cingono il borgo.
Fosdinovo divenne sede di Podesteria nel febbraio 1843.
Nel 1849, intanto, Fosdinovo, insieme ad altri otto comuni lunigianesi, venne staccato dalla Provincia Estense di Lunigiana (che sarebbe stata soppressa definitivamente l'anno dopo) e andò a far parte della Provincia Estense di Massa e Carrara, per poi andare ad entrare con essa nel Regno di Sardegna nel 1859 ed infine nel Regno d'Italia nel 1861.
Nella spedizione de I Mille di Garibaldi vi era anche il ventenne Cesare Canini, nato a Sarzana il 30 marzo 1841, ma residente a Fosdinovo.

#### Fosdinovo Comune della Provincia di Massa e Carrara
Durante la seconda guerra d’indipendenza, nell’aprile del 1859, le truppe estensi si ritirarono dai territori di Massa e Carrara per rifugiarsi a Fivizzano. In questo stesso periodo in gran parte del territorio della Lunigiana nacquero governi provvisori e comitati civici che promuovevano pronunciamenti popolari a favore dell’annessione al Regno di Sardegna, annessione che fu attuata di lì a due mesi. A Torino, il Consiglio dei ministri decretò il raggruppamento dei territori già appartenuti all’ex Ducato austro-estense in sei province (Modena, Reggio, Massa e Carrara e Lunigiana, Frignano, Guastalla e Garfagnana) denominate Province Modenesi, a capo delle quali fu posto un governatore di nomina reale. Il 1º gennaio 1860 fu decretata l’aggregazione delle Province Modenesi con le Province Parmensi e con quelle Romagne, dando vita al Governo delle Regie Province dell’Emilia.
Con la costituzione del Regno d’Italia prese avvio un nuovo ordinamento amministrativo, in base al quale fu ribadito nuovamente che il Comune di Fosdinovo era parte della Provincia di Massa Carrara, inizialmente considerata Provincia emiliano-romagnola (solo dal Censimento del 1881 verrà considerata a tutti gli effetti toscana), che fu a sua volta suddivisa in due Circondari: il Circondario di Massa e Carrara e quello di Pontremoli. Fosdinovo fu inserito in quello massese-carrarino, e nel 1863 era uno degli 8 Mandamenti che costituivano il Circondario e che controllavano a loro volta i 17 Comuni contenuti al loro interno (in particolare era il quinto ed era l'unico che controllava solo un Comune, quello di Fosdinovo stesso). Il Circondario, come tutti gli altri Circondari regi italiani, fu soppresso nel 1927, al pari dei Mandamenti.

### Dall'Unità d'Italia al Secondo Conflitto Mondiale

#### Fine Ottocento
Nel 1870 il viaggiatore inglese J. A. Simons è in soggiorno a Fosdinovo e raccontò di un castello ridotto a poco più che un rudere, ma vide anche all'opera i lavori di restauro. Essi culmineranno nel 1882 con gli affreschi del pittore fiorentino Gaetano Bianchi, in stile giottesco.
Mentre i Malaspina ricostruivano il Castello, vero simbolo dell'antica e gloriosa civitas imperialis, già dal 1865 è accertata l'esistenza a Fosdinovo di una setta chiamata "Congiura". Essa aveva il suo fulcro presso gli operai delle miniere di lignite di Caniparola e proclamava idee socialiggianti. Fosdinovo, dunque, fin dai primi anni dell'Unità d'Italia, manifestava quei caratteri tipici della Lunigiana e per i quali tutta la regione era considerata da molti un "pericoloso covo" di repubblicani.
Tra il 1885 e il 1889 fu costruita la fortezza militare di Forte Bastione su Monte Bastione, nel comune di Fosdinovo, al confine col comune di Castelnuovo Magra ed Ortonovo. Tale fortezza giocherà un ruolo fondamentale nel corso delle ultime battute della Seconda Guerra Mondiale.

#### Inizio Novecento
Fino al 12 giugno 1919 la superficie del Comune di Fosdinovo occupava 52,41 km².
Il 12 giugno 1919, il D. L. N. 1137 sancisce il distacco della frazione di Viano dal Comune di Fosdinovo e la relativa aggregazione al Comune di Fivizzano. L'inizio della validità di tale atto fu fissata per il 27 giugno 1919. Superficie e popolazione cedute in tale frangente non sono documentate.

#### Il terremoto del 1920
Alle 7.50 del 7 settembre 1920 la Lunigiana fu colpita da un terribile terremoto, il più catastrofico della storia lunigianese (10º grado della scala Mercalli), che rase al suolo Fivizzano. A Fosdinovo esso portò al crollo delle mura meridionali del paese (quelle che perimetravano Il Fosso), che furono in parte ricostruite nel 1928-29.

#### Primo Dopoguerra
Il 15 luglio del 1921 a Tendola fu ucciso a colpi di rivoltella Pietro "Gino" Procuranti, nazionalista e fascista, e, per rappresaglia, il giorno dopo due camion fascisti entrarono a Fosdinovo, terrorizzando la popolazione e devastando il circolo socialista, la casa del comune e di altri simpatizzanti dei sovversivi, tra cui il parroco. Dal 1º ottobre del 1923 cominciò invece a funzionare il Tribunale di La Spezia, cui furono assegnati 1 presidente, 6 giudici, 1 procuratore del re ed un sostituto, oltre al personale di cancelleria ed uscieri. La giurisdizione del Tribunale comprenderà, oltre ai due mandamenti della Spezia, quello di Pontremoli con Bagnone, Mulazzo, Filattiera, Villafranca e Zeri e quello di Sarzana con Ameglia, Bolano, Castelnuovo, Fosdinovo, Lerici, Ortonovo e Santo Stefano Magra. Nel 1927 podestà di Fosdinovo era Virginio Appiani.
Nel 1937 per la prima volta il Giro d'Italia attraversò il Comune di Fosdinovo, scoprendo l'irta salita di 6,2 km che porta da Caniparola a Fosdinovo (pendenza media del 7%, con punte del 10%), durante la 4ª tappa tenutasi l'11 maggio, che si articolava tra Genova e Viareggio. La tappa fu vinta dal ciclista italiano Olimpio Bizzi, mentre il primo in vetta dopo la salita era Enrico Mollo, che arrivò poi terzo nella tappa.

### La Resistenza
Tra il 25 luglio e l'8 settembre del 1943 a Fosdinovo, come in tutta la Lunigiana, iniziò a crescere la preoccupazione perché, a fronte della caduta di Benito Mussolini, numerose truppe tedesche occupavano sempre più fittamente la zona, impossessandosi tra le altre cose dell'aeroporto di Luni e dei fortini in cemento armato di Ponte Isolone (località presso Caniparola). Quella preoccupazione si rivelò ben motivata dopo l'8 settembre e l'armistizio annunciato da Pietro Badoglio, che però provocò qui, come in molte altre parti d'Italia, guerra, morti e distruzione.

#### Gennaio - Agosto 1944
Fu fin dai primi giorni del 1944 che si può parlare di Resistenza fosdinovese. Alcuni nomi dei primi partigiani di Fosdinovo sono i fratelli Tusini (Turiddo e Vilermo), il soldato meridionale Franco Gelido e il diciannovenne Lido Galletto, che di lì a poco avrebbe assunto il nome di battaglia "Orti" e sarebbe stato a capo dell'omonimo gruppo, con base nei dintorni di Gignago, nei pressi dei vecchi mulini posti sulle rive del torrente Isolone. Altri gruppi si costituirono poi a Bardine di Cecina e a Paghezzana. In tutti gli abitati di Fosdinovo, si delineò subito una stretta collaborazione tra popolazione civile e partigiani.
Per tutto il 1944 il gruppo Orti fu il più importante del fosdinovese e collaborò con gli altri della zona del carrarese e del lunense. A maggio dello stesso anno alcuni gruppi di partigiani assaltarono Forte Bastione, fortezza militare ottocentesca costruita sul Monte Bastione, nel comune di Fosdinovo e al confine col comune di Castelnuovo Magra. Esso era infatti stato occupato da reparti tedeschi nei mesi precedenti. A luglio, invece, si costituì il Comitato di Liberazione Nazionale di Fosdinovo, promosso da Dante Piccioli (a cui è dedicata la Biblioteca civica del paese) e costituito dal Presidente Amilcare Raffo, il Segretario Biagio Antonio Lunardelli, Antonio Nello Armanini (che sarebbe divenuto negli anni seguenti sindaco di Fosdinovo), Don Florindo Bonomi (giovane cappellano e vicecurato del paese, a cui è dedicato l'Istituto scolastico di Fosdinovo e Caniparola) e Amerigo Spadoni.
Per tutta l'estate del 1944 fino a metà settembre il Castello di Fosdinovo fu occupato dall'esercito tedesco.
Intanto il 17 agosto a Bardine di San Terenzo, piccolo paesino a nord di Fosdinovo, nel comune di Fivizzano, sedici soldati tedeschi dell'SS furono uccisi da una banda di partigiani carrarini, stanziati nelle montagne al confine tra Fosdinovo e Fivizzano. Per rappresaglia, il 19 agosto 1944 furono rastrellate e fucilate 107 persone nella località di Valla, per lo più donne e bambini. Gli abitanti di Bardine furono risparmiati ma in compenso furono impiccate con del filo spinato e seviziate a morte altre 53 persone (per raggiungere la cifra di 160, pari a dieci volte 16), ostaggi versiliesi rastrellati pochi giorni prima a Sant'Anna di Stazzema (il 12 luglio, giorno in cui i tedeschi compirono un autentico eccidio, uccidendo nel paesino della provincia lucchese 560 abitanti).
Pochi giorni prima, il 3 agosto 1944, si era compiuta un'altra strage. L'intero paese di Marciaso fu minato e fatto saltare in aria, causando la morte di 5 persone anziane e di un ferito da guerra, oltre che la distruzione di una parte del borgo e dei resti dell'antico castello, come rappresaglia per conseguenza di scontri tra SS e partigiani.
Il 20 agosto 1944, sempre nel clima di terrore e distruzione che si andava respirando in quell'estate, furono uccisi i due partigiani fratelli Ugo e Arrigo Buriassi, collaboratori del gruppo Orti, a Paghezzana.
Proprio in quel periodo così orribile, si consumò il più alto tributo del clero fosdinovese alla Resistenza, col sacrificio di Don Florindo Bonomi, vicecurato della parrocchia di San Remigio di Fosdinovo e membro del Comitato di Liberazione Nazionale. Il suo orientamento anti-fascista non era mai stato un segreto e fu arrestato una prima volta a inizio agosto 1944 dalle Brigate Nere di Carrara, per poi essere liberato sotto richiesta del Vescovo Monsignor Sismondo. Dopo un mese fu nuovamente ricatturato, questa volta dalle SS tedesche, per poi essere torturato per settimane, gettato in una strada di Gragnola e finito con un colpo alla nuca (16 settembre 1944).

#### Settembre - Ottobre 1944
Il 19 settembre del 1944 la formazione Orti partecipò e aderì alla costituzione della Brigata Garibaldi "Ugo Muccini" di Sarzana, comandata da Piero Galantini "Federico" e con Commissario Politico Paolino Ranieri "Andrea". Il comando della Brigata fu posto nel paese di Canepari e anche altri paesi del fosdinovese ne ospitarono dei distaccamenti. La Orti trasferì il Comando a Giucano e cambiò nome in Distaccamento "Ubaldo Cheirasco".
A fine ottobre (27-29 ottobre) il Distaccamento occupò Fosdinovo e lo sminò evitando quella che sarebbe stata una parziale distruzione del borgo. Ciò indusse i tedeschi a riconoscere la formazione partigiana come forza militare (ciò si ripeterà il 10 novembre a Carrara), con la quale trattare. Quindi accettarono lo sgombero del territorio fino all'Aurelia e se ne andarono la mattina del 28, scortati dai partigiani. Questi eventi, unite ad altre notizie positive che arrivavano da tutta la Linea Gotica occidentale, illusero i partigiani e le popolazioni, facendo loro credere che la guerra fosse prossima all'epilogo. A novembre, dopo un autunno favorevolissimo alle forze liberatrici, colmo di attacchi andati a buon fine e vittorie sui nazifascisti, tutte le Brigate della zona erano ormai pronte all'attacco finale, che sarebbe dovuto avvenire in tal modo: gli Alleati avrebbero dovuto sferrare l'ultimo assalto frontalmente, mentre mille partigiani avrebbero dovuto accerchiare i nemici da dietro per prenderli tra due fuochi. Ma proprio quando tutto sembrava pronto, gli Alleati rinunciarono all'attacco, mandando a morire decine di partigiani. La questione è ancora avvolta nel mistero e ignote rimangono le ragioni che spinsero gli Alleati a non sferrare l'attacco che, probabilmente, avrebbe portato alla fine della guerra in Italia alla fine del 1944.

#### Novembre 1944
Il colpo mancato dell'autunno del 1944 provocò morte, distruzione, sfiducia nei confronti degli Alleati, disillusione nei confronti di una Liberazione che tardava ad arrivare, fughe da parte di molti partigiani verso le zone dell'Italia ormai libere. Il 13 novembre Harold Alexander, Generale britannico, espose via radio il "Proclama" con cui ufficializzava la posticipazione dell'attacco finale alle primavera del 1945 e ordinava alle Brigate partigiane di continuare solo l'attività di spionaggio e sabotaggio, cessando ogni operazione militare propriamente detta. Questo mentre gli alti comandi tedeschi avevano appena proclamato "Il settimana di lotta alle bande" nel Nord Italia, che vide circa diecimila soldati circondare la bassa Val di Magra e avviare le operazioni di rastrellamento. Si iniziò con Sarzana, il 29 novembre, e si terminò con Massa, il 2 dicembre.

#### 28 novembre 1944
Intanto il 28 novembre il Comando della Brigata "Il Carrara" informava i distaccamenti presenti a Viano, Pulica e Fosdinovo che aveva notato spostamenti sospetti di soldati tedeschi nei pressi di Campiglione. La staffetta Tullio Battaglia partì per avvertire i comandi del Distaccamento "Cheirasco", affidato a Giuseppe Pagni "Beppe", e della Brigata "Muccini". "Il Carrara" ci aveva visto giusto ed infatti la mattina seguente un numero ingente di soldati tedeschi risalì il crinale di Fosdinovo da nord con l'obiettivo di uccidere, catturare o spingere a valle i partigiani. A sud, lungo la Via Cisa e Aurelia da Ponzano Magra ad Avenza di Carrara, c'era infatti un intero allineamento di postazioni tedesche pronte a colpire i fuggiaschi con degli MG 42. Non essendo impreparati, i partigiani fosdinovesi riuscirono a sostenere lo scontro nella prima giornata di guerra, ma iniziarono presto a sbandarsi, data la differenza di armamenti. La Brigata "Muccini" decise ben presto di effettuare lo sganciamento, uscendo da Canepari e dirigendosi verso la Val d'Isolone per poi risalire il crinale della Spolverina e varcare il fronte sulle Alpi Apuane. Il gruppo di Orti coprì eroicamente il transito a Gignago dei Distaccamenti, subendo il cannoneggiamento delle batterie navali e antiaeree poste a Punta Bianca e che portarono morte e distruzione tra le file dei partigiani e dei civili. Nei due giorni di aspra resistenza al nemico caddero i seguenti partigiani: Enzo Meneghini, Valdo Buriassi, Rufinengo Tenerani, Oriano Musso, Vittorio Spigno, Ferruccio Matelli e la staffetta Giuseppe Baudone. Tutti i loro nomi sono indelebilmente scolpiti su una lapide posta a Caprognano. La copertura eroica compiuta dallo storico gruppo permise alla Brigata Garibaldi "Ugo Muccini" (composta ormai da mille partigiani senza più munizioni) di varcare la linea del fronte con un seguito di qualche centinaio di civili.

#### 29 e 30 novembre 1944
Tra il 29 ed il 30 novembre il rastrellamento causò ingenti perdite sia tra i partigiani che tra i civili (il cui numero era ultimamente aumentato nel fosdinovese a seguito della fuga in quest'area dei tanti sfollati delle vicine "zone nere"). La Resistenza fosdinovese proseguì nelle settimane successive grazie all'azione dei pochi partigiani rimasti, coordinati da quello che rimaneva della Brigata "Muccini". Durante l'inverno, comunque, la Brigata si ricostituì e riuscì anche a riassumere la grandezza che possedeva prima del rastrellamento.

#### Aprile 1945
Gli Alleati decisero, finalmente, di riavanzare nell'aprile del 1945. L'avanzata in Lunigiana fu complicata, lunga ed ardua, sempre guidata dai partigiani della zona. Seguì due direzioni: la Via Aurelia (passando per le frazioni di Molicciara, San Lazzaro, Caniparola, il centro di Sarzana e arrivando infine a La Spezia) e il crinale che da Castelpoggio arriva fino a Fosdinovo. Fu all'interno di questa seconda direttrice che si consumarono gli scontri più feroci e sanguigni, tra il 442° RCT "Nisei" (reggimento formato da americani d'origine nipponica) e le ultime resistenze tedesche. Nei pressi della Foce di Pulica e sul Monte Nebbione si arrivò all'arma bianca e al combattimento corpo a corpo.
Il 23 aprile 1945 Fosdinovo fu infine liberata, ma anche nell'ultimo giorno di guerra totale si consumò una tragedia. Gli Alleati in quella giornata giunsero nei pressi del paese dalla strada che porta a Carrara, insediandosi a Forte Bastione per bombardare da quella posizione quello che si pensava essere l'ultimo importante presidio di forze tedesche nella zona: il Castello Malaspina. Il bombardamento ferì profondamente sia il castello che la parte nord-orientale del borgo (la Torre Malaspiniana fu completamente distrutta). E non servì assolutamente a nulla, visto che in realtà i tedeschi erano ormai pochissimi ed erano già in fuga. Fu un altro eroe fosdinovese a salvare il resto del paese ed i suoi abitanti: Ivaldo Bonotti. Egli si incamminò verso Forte Bastione, incurante delle bombe che gli volavano sopra la testa e che cadevano in prossimità di dove camminava, per avvisare gli Alleati che Fosdinovo era ormai "libera". E intanto si consumò l'ultima ferita al borgo: i tedeschi fuggiaschi fecero saltare in aria la Porta Genovese o Porta di Sotto, per coprirsi la ritirata.
Due giorni dopo, il 25 aprile, la Liberazione sarebbe giunta anche nel Nord d'Italia, senza che gli Alleati trovassero più serie resistenze da parte tedesca.

### Dal secondo dopoguerra al presente

#### Dal dopoguerra agli anni Ottanta
Negli anni successivi la popolazione di Fosdinovo e le prime amministrazioni che si succedettero dovettero fare i conti con gli ingenti danni provocati dalla guerra e con una disoccupazione dilagante. Il Piano Marshall indubbiamente finanziò la ricostruzione e in una Marciaso quasi completamente distrutta risiedette e contribuì alla sua ricostruzione una comunità americana di mormoni (ricordati come i "Quaccheri di Marciaso"). A Fosdinovo i lavori iniziarono subito, ma solo il Castello fu ristrutturato in tempi abbastanza veloci (fu completato nei primi anni sessanta), mentre per altre opere i lavori si conclusero soltanto alla fine del secolo o all'inizio del terzo millennio.
Negli anni settanta, finita l'emergenza, si asfaltarono un alto numero di strade che da Fosdinovo portavano e ancora portano alle frazioni e fuori dal comune; alcune furono rese Provinciali e la strada che da Caniparola porta a Fosdinovo per poi proseguire in direzione di Tendola e Fivizzano divenne Statale (la strada statale 446 di Fosdinovo), così come quella che da Fosdinovo porta a Carrara (la strada statale 446 dir di Fosdinovo). Esse passarono sotto la gestione provinciale nel 2001.
Sempre dagli anni settanta in avanti si crearono e ampliarono nuove strutture sportive: il campo da calcio a undici di Fosdinovo e il campo da tennis in terra battuta all'interno del parco della Torretta di Fosdinovo. Grazie anche alla pista di pattinaggio a rotelle del Fosso e al campo da bocce limitrofo, nonché al vicino campo da calcio a sette, a Fosdinovo si andò a creare quindi una sorta di centro sportivo naturale di tutto rispetto per l'epoca e per la collocazione geografica. Risale invece al 1º settembre 1964 il decreto del Presidente della Repubblica Antonio Segni con cui si disponeva che le preture di Pontremoli, Aulla e Fivizzano venissero assorbite dal tribunale di La Spezia e che quella di Fosdinovo entrasse nella giurisdizione di Sarzana.
Storia, collocazione geografica e prodotti enogastronomici eccellenti, insieme alla componente sportiva annunciata prima, contribuirono tutti a rendere Fosdinovo una meta ambita e ricercata sia da parte dei turisti che dei villeggianti e che indussero alla fioritura di numerose attività ricettive.

#### Cessione di Gragnola e fine II millennio
Nell'ottobre del 1982 la Regione Toscana indìsse un referendum fra le popolazioni di Gragnola e Cortilia, che chiedevano di passare da Fosdinovo al comune di Fivizzano. Così, il 17 aprile 1983 si tenne il referendum per il passaggio delle frazioni di Gragnola, Cortilia, Regeto e Traggiara dal Comune di Fosdinovo a quello di Fivizzano. Elevata l'affluenza alle urne (86,60 % dei votanti). I "sì" furono 451, pari al 79,4%, mentre i "no" solo 118, pari al 20,6%. Le schede bianche 4 e le nulle 6. Con la L. R. N. 50, si sancì così il distacco delle frazioni di Gragnola e Cortila dal Comune di Fosdinovo e la loro relativa aggregazione al Comune di Fivizzano, di cui, fino a quel momento, erano exclavi Il territorio del Comune di Fosdinovo passò così da 52,41 km² agli attuali 48,71 km². Con una popolazione (all'epoca) di 847 abitanti (Gragnola rappresentava il centro abitato più rilevante del comune, dopo il solo capoluogo), tale cessione ebbe grandi ripercussioni sulla demografia dei due comuni e attenuò sia il costante calo demografico del comune di Fivizzano che l'importante crescita demografica iniziata negli anni settanta del comune di Fosdinovo per il decennio degli anni ottanta.
Nel 1982, intanto, la statua lignea dell'Annunziata era stata restaurata dalle Belle Arti di Pisa.
Nel 1991 il comune di Fosdinovo entrò a far parte della Comunità Montana della Lunigiana. Fu il quattordicesimo ed ultimo comune ad entrarvi.

#### III millennio
Il nuovo millennio si apre con la fondazione, in data 3 giugno 2000, alla presenza dell'allora Ministro della pubblica istruzione Tullio De Mauro, del Museo Audiovisivo della Resistenza in località le Prade di Fosdinovo e con la conclusione dei restauri della Torre Malaspiniana (2001) e dell'oratorio dei Bianchi (2002), cominciati entrambi vari anni prima. Inoltre nel 2000 era stata ristrutturata Piazza Matteotti, dotandola di nuova pavimentazione e privandola della sua storica fontana centrale.
Sempre al 2000 risale l'inaugurazione a Fosdinovo del primo Parco Avventura realizzato in Toscana.
Al 2003 risale il gemellaggio tra Fosdinovo e il paese francese Pays de Sauxillanges, a cui è stata dedicata la piazza antistante il castello, già Piazza Dante.
Nel 2010 Il Giro d'Italia è transitato per la seconda volta nel Comune di Fosdinovo, passando per il Passo del Cucco (520 m s.l.m.), durante la 6ª tappa tenutasi il 14 maggio, che si articolava tra Fidenza e Carrara. La tappa fu vinta dal ciclista australiano Matthew Lloyd.
Nel maggio 2010 Fosdinovo ospitò la festa convegno di Nazione Indiana al Castello Malaspina di Fosdinovo.
Dal 2011 fa parte dell'Unione di Comuni Montana Lunigiana, che da quell'anno ha sostituito la vecchia Comunità Montana (soppressa dalla Regione Toscana il 31 dicembre 2011).
Nel 2014 Fosdinovo è stato insignito del prestigioso riconoscimento della Bandiera arancione dal Touring Club Italiano.
Nel 2015 Fosdinovo ha partecipato all'Expo di Milano, come borgo rappresentante la sua provincia e come uno dei dieci comuni scelti a rappresentare la Toscana.